# المالديف
المَالدِيف أو المَلَديف (الديفهية: ދިވެހިރާއްޖެ) ورسميًا جمهورية المالديف (الديفهية: ދިވެހިރާއްޖޭގެ ޖުމްހޫރިއްޔާ) والمعروفة تاريخيًا باسم جزر المالديف، هي دولة أرخبيلية في جنوب آسيا في المحيط الهندي وتقع جنوب غرب سريلانكا والهند، على بعد حوالي 750 كيلومترًا (400 ميل بحري) من البر الرئيسي للقارة الآسيوية. تمتد سلسلة جزر المالديف المكونة من 26 جزيرة مرجانية على خط الاستواء من جزيرة ايهافنداهيبولو المرجانية في الشمال إلى [أدو أتول|جزيرة أدو المرجانية]] في الجنوب.
تُعد جزر المالديف أصغر دولة في آسيا. لا تتجاوز مساحتها البرية 298 كيلومترًا مربعًا، ولكنها تتوزع على نحو 90,000 كيلومتر مربع من البحر، مما يجعلها واحدة من أكثر الدول ذات السيادة تشتتًا في العالم من حيث المساحة. ويبلغ عدد سكانها 515,132 نسمة حسب تعداد 2022، مما يجعلها ثاني أقل دول آسيا من حيث عدد السكان وتاسع أصغر دولة من حيث المساحة، ولكنها أيضًا واحدة من أكثر الدول كثافة سكانية. يبلغ متوسط ارتفاع مستوى سطح الأرض في جزر المالديف حوالي 1.5 متر فوق مستوى سطح البحر، وأعلى نقطة طبيعية فيها لا تتجاوز 2.4 متر، مما يجعلها الدولة الأقل ارتفاعًا في العالم. وتشير بعض المصادر إلى أن أعلى نقطة فيها يبلغ ارتفاعها 5.1 متر (جبل فيلينجيلي).
ماليه هي العاصمة وأكثر المدن اكتظاظًا بالسكان، وتُعرف تقليديًا باسم "جزيرة الملك"، حيث حكمت الأسر الملكية القديمة من موقعها المركزي. وقد سُكنت جزر المالديف لأكثر من 2,500 عام. بدأ الاتصال الموثق بالعالم الخارجي حوالي عام 947م عندما بدأ المسافرون العرب بزيارة الجزر. وفي القرن الثاني عشر، وصل الإسلام إلى أرخبيل المالديف، ويرجع ذلك جزئيًا إلى أهمية العرب والفرس كتجار في المحيط الهندي. وسرعان ما توحدت جزر المالديف كسلطنة، وطورت علاقات تجارية وثقافية قوية مع آسيا وإفريقيا. منذ منتصف القرن السادس عشر، خضعت المنطقة للنفوذ المتزايد للقوى الاستعمارية الأوروبية، وأصبحت جزر المالديف محمية بريطانية في عام 1887. حصلت على استقلالها من المملكة المتحدة في عام 1965، وأُنشئت جمهورية رئاسية في عام 1968 مع مجلس شعب منتخب. وقد شهدت العقود التالية عدم استقرار سياسي، وجهودًا للإصلاح الديمقراطي، وتحديات بيئية بسبب تغير المناخ وارتفاع منسوب سطح البحر. أصبحت المالديف عضوًا مؤسسًا في رابطة جنوب آسيا للتعاون الاقليمي (SAARC).
لقد كان صيد الأسماك تاريخيًا هو النشاط الاقتصادي السائد، ولا يزال يمثل القطاع الأكبر إلى حد بعيد، يليه قطاع السياحة الذي ينمو بسرعة. تحتل جزر المالديف مرتبة "عالية" في مؤشر التنمية البشرية، حيث أن نصيب الفرد من الدخل أعلى بكثير من دول رابطة جنوب آسيا للتعاون الاقليمي الأخرى. يصنف البنك الدولي جزر المالديف على أنها من الاقتصادات ذات الدخل المتوسط الأعلى.
جزر المالديف عضو في الأمم المتحدة، والكومنولث، ومنظمة التعاون الإسلامي، وحركة عدم الانحياز، وشريك في الحوار لمنظمة شنغهاي للتعاون. في أكتوبر 2016 انسحبت مؤقتًا من الكومنولث احتجاجًا على مزاعم انتهاكات حقوق الإنسان وفشل الديمقراطية. عادت للانضمام في 1 فبراير 2020 بعد تقديم أدلة على الإصلاحات والعمليات الديمقراطية الفعالة.

## أصل التسمية
وفقًا للأساطير، كان أول من سكن المالديف شعب يُعرف باسم "الدَيْفِس". وكانت أول مملكة في المالديف تُعرف باسم "مملكة ديفا ماري". وخلال زيارة المبعوثين في القرن الثالث قبل الميلاد، لوحظ أن جزر المالديف كانت تُعرف باسم "ديفا محل".
خلال الفترة من 1100 إلى 1166 تقريبًا، أشار العالم والعبقري البيروني إلى جزر المالديف باسم "ديفا كودا" والتي تعني (جزيرة الأصداف)، كما أشار إلى أرخبيل لاكاديف، الذي كان جزءًا من جزر المالديف آنذاك، باسم "ديفا كانبار" والتي تعني (جزيرة حبال جوز الهند).
قد يكون اسم "المالديف" مشتقًا من الكلمتين السنسكريتية "مالا" (माला) التي تعني "إكليل" و"دْفيبا" (द्वीप) التي تعني "جزيرة"، أو من الكلمة السنهالية "مالا ديفاينا" (මල දිවයින) التي تعني "جزر القلادة". ويُطلق على الشعب المالديِفي اسم "الديفيهين". وتعني كلمة "ذيب" أو "ديب" (المالديفية القديمة، والتي ترتبط بالكلمة السنسكريتية "دْفيبا" (द्वीप)) "جزيرة"، بينما تعني كلمة "ديفيس" أي "الديفيهين" أهل الجزر (أي مالديفيونالمالديفيين). وفي اللغة التاميلية، يمكن ترجمة عبارة "إكليل الجزر" إلى "مالايتيفو" (மாலைத்தீவு).
يذكر السجل السريلانكي العريق "المهاونش" جزيرة تُسمّى "ماهيلا ديفا" (महिलादिभ) وتعني بالبالِي (جزيرة النساء)، ويُرجَّح أن هذه التسمية جاءت نتيجة ترجمة خاطئة للمصطلح السنسكريتي الذي يعني "قلادة" أو "إكليل".
يُنظر لاسم المالديف على أنه مشتق من الكلمة السنسكريتية "مالادْفيبا" (mālādvīpa)، والتي تعني "إكليل الجُزُر"، وفقًا لنظرية جان هوغندورن، أستاذ الاقتصاد في "كلية كولبي". وفي اللغة الماليالامية يمكن ترجمة "إكليل الجُزُر" إلى "مالادْويبّو" (മാലദ്വീപ്)، وفي اللغة الكنادية يمكن ترجمتها إلى "ماليدْويبّا" (ಮಾಲೆದ್ವೀಪ). ومع ذلك، لم يُذكر أي من هذه الأسماء في أي أدبيات، لكن النصوص السنسكريتية الكلاسيكية التي تعود إلى العصر الفيدي تشير إلى "المائة ألف جزيرة" (لاكشادْويبا)، وهو اسم عام لا يشمل جزر المالديف فحسب، بل يشمل أيضًا جزر لاكاديف، وجزر أمينديفي، ومينيكوي، ومجموعات جزر تشاغوس.
أطلق الرحالة المسلمون في العصور الوسطى على جزر المالديف اسم "ذيبة المهل" وربما شاع اللفظ مقلوباً "مهل ذيبة"، وذكرها ابن بطوطة في رحلاته باسم "محل ديبيات" (Maḥal Dībīyāt) التي حرِّفت إلى "محلديب" وهو ضمن النص المكتوب بحروف عربية على الشعار الرسمي لجمهورية المالديف "الدولة المحلديبية".
أطلق الهولنديون على الجزر اسم "Maldivische Eilanden"، وفي المقابل، قام البريطانيون بتحويل الاسم المحلي للجزر إلى اللغة الإنجليزية، فأطلقوا عليها في البداية "Maldive Islands" (جزر المالديف)، ثم لاحقًا "Maldives" (المالديف).
كتب غارسيا دي أورتا في كتاب حواري نُشر عام 1563:

## التاريخ

### التاريخ القديم والاستيطان
في القرن السادس حتى الخامس قبل الميلاد، كانت جزر المالديف قد امتلكت ممالكها. وللبلاد تاريخ موثق يمتد لأكثر من 2,500 عام وفقًا للأدلة التاريخية والأساطير.
يحتوي كتاب "المهاونش" (300 قبل الميلاد) على سجلات لأشخاص من سريلانكا قد هاجروا إلى المالديف.  بافتراض أن أصداف الودع تأتي من المالديف، ويعتقد المؤرخون أنه ربما كان هناك أشخاص يعيشون في المالديف خلال حضارة وادي السند (3300-1300 قبل الميلاد). وتُظهر العديد من القطع الأثرية وجود الهندوسية في البلاد قبل الفترة الإسلامية.
وفقًا لـ"كتاب في آثار ميذو القديمة"، الذي كُتب في القرن السابع عشر باللغة العربية على يد العلّامة أحمد شهاب الدين من ميذو في أتول أدو، فإن أوائل المستوطنين في جزر المالديف كانوا أناسًا يُعرفون باسم "ذَيْڤِس" (Dheyvis)، وقد جاؤوا من منطقة كاليبانغان في الهند. ولا يُعرف زمن وصولهم على وجه التحديد، لكن ذلك كان قبل مملكة الإمبراطور أشوكا في الفترة ما بين 269 و232 قبل الميلاد. وتتوافق رواية شهاب الدين بشكل لافت مع التاريخ الموثق لجنوب آسيا ومع الوثيقة النحاسية المعروفة باسم "لوامافانو" الخاصة بالمالديف.
يُروى التاريخ القديم لجزر المالديف من خلال الألواح النحاسية والنقوش القديمة المحفورة على القطع المرجانية، التقاليد، واللغة، وتنوع الأعراق بين سكان المالديف. أما الألواح النحاسية "المابانانسا"، التي دُوّن عليها تاريخ أوائل ملوك المالديف من السلالة الشمسية، فقد فُقدت في وقت مبكر جدًا.
يتحدث إشعار يعود للقرن الرابع كتبه أميانوس مارسيليانوس (362 م)  عن هدايا أرسلها وفد من دولة "ديفي" إلى الإمبراطور الروماني يوليان، والاسم "ديفي" (Divi) مشابه جدًا لـ"ذَيْڤِس" الذين كانوا أول المستوطنين في المالديف.
لم يترك أوائل سكان جزر المالديف أي قطع أثرية. ومن المرجح أن مبانيهم كانت مبنية من الخشب، وسعف النخيل، ومواد أخرى قابلة للتلف، والتي كانت لتتحلل بسرعة بفعل الملوحة والرياح في المناخ الاستوائي. علاوة على ذلك، لم يكن الزعماء أو الشيوخ يقيمون في قصور حجرية فخمة، ولم تكن ديانتهم تتطلب بناء معابد أو مجمّعات كبيرة.
تؤكد الدراسات المقارنة للتقاليد الشفهية واللغوية والثقافية في المالديف أن المستوطنين الأوائل كانوا من سكان السواحل الجنوبية لشبه القارة الهندية المجاورة، بمن فيهم شعب جيرافارو، المذكور في الأساطير القديمة والفولكلور المحلي حول تأسيس العاصمة والحكم الملكي في مدينة ماليه.
توجد في المجتمع المالديفي طبقة أساسية قوية من الثقافتين الدرافيدية والشمال هندية، مع وجود أساس واضح من لغة الإيلو، التي تظهر في أسماء الأماكن، ومصطلحات القرابة، والشعر، والرقص، والمعتقدات الدينية. وقد جلب النظام الشمالي الهندي السنهاليون الأوائل القادمون من سريلانكا، بينما أدت الثقافة البحرية في منطقتي مليبار وبانديا إلى استيطان الجزر من قبل البحارة التاميل والمالاباريين.

### الفترة البوذية
بالرغم من أن الفترة البوذية التي دامت 1,400 عام لم تُذكر إلا بشكل موجز في معظم كتب التاريخ، إلا أنها ذات أهمية تأسيسية في تاريخ المالديف. فخلال هذه الفترة، تطورت وازدهرت ثقافة المالديف، وهي ثقافة لا تزال باقية حتى اليوم. نشأت اللغة المالديفية، والنصوص المالديفية المبكرة، والهندسة المعمارية، والمؤسسات الحاكمة، والعادات، والسلوكيات المالديفية في الوقت الذي كانت فيه المالديف مملكة بوذية.
من المحتمل أن البوذية انتشرت في المالديف في القرن الثالث قبل الميلاد، خلال فترة توسع الإمبراطور أشوكا، وأصبحت الديانة السائدة بين شعب المالديف حتى القرن الثاني عشر. تُظهر الأدلة الأثرية من دير بوذي قديم في "كاشيدو" أن تاريخه يعود إلى الفترة ما بين 205 و560 ميلاديًا، وذلك بناءً على التأريخ بالكربون المشع لطبقات الأصداف التي اكتُشفت من أساسات المعابد البوذية (إسطبة) والهياكل الأخرى في الدير. روّج الملوك المالديفيون القدامى للبوذية، وتعود أولى الكتابات والإنجازات الفنية في المالديف، على شكل منحوتات وهندسة معمارية متطورة للغاية، إلى تلك الفترة. تُعتبر جميع البقايا الأثرية تقريبًا في المالديف من المعابد والإسطبات البوذية، وجميع القطع الأثرية التي عُثر عليها حتى الآن تُظهر أيقونات بوذية مميزة.[بحاجة لمصدر]

### العصر الإسلامي
تكمن أهمية العرب كتجار في المحيط الهندي بحلول القرن الثاني عشر في أنها قد تفسر جزئيًا سبب اعتناق آخر ملوك المالديف البوذيين، دوفيمي، للإسلام في عام 1153 (أو 1193 نظرًا لأن بعض الوثائق النحاسية تعطي تاريخًا لاحقًا). وقد اتخذ لقبًا إسلاميًا هو "السلطان محمد العادل"، وأسس سلسلة من ستة سلالات إسلامية استمرت حتى عام 1932 حين أصبح نظام السلطنة بالانتخاب. أما اللقب الرسمي للسلطان حتى عام 1965 فكان: "سلطان البر والبحر، سيّد الجزر الاثني عشر ألفًا وسلطان المالديف"، وكان يُخاطب بلقب "صاحب السمو".
يذكر الأديب والمؤرخ المصري محمود شاكر في كتابه التاريخ الإسلامي، أنّ الإسلام قد بدأ يدخل جزر المالديف في القرن السابع الميلادي، وقد دخل على يد التجار المسلمين الذين وصلوا تلك المناطق في عهد الخليفة الأموي عبد الملك بن مروان.
لكنّ الإسلام لم ينتشر هناك بهذه الطريقة، فتأثير التجار كان بسيطاً، فلم يتجاوز تأثيرهم بضعة أشخاص يدخلون الإسلام في هذا الوقت أو ذاك، ولكنّ التأثير الكبير جاء من خلال رحّالة مسلم، من المغرب -ويقال من الصومال- إلى تلك البلاد، ولهذا قصةٌ أخرى ذكرها ابن بطوطة في كتابه "تحفة النظار في غرائب الأمصار وعجائب الأسفار" يذكر فيها أنه في الزمان البعيد كان يظهر لأهل هذه الجزر عفريتٌ من البحر في موعد محدد كل شهر، وعندما يظهر يأخذون إحدى البنات العذراوات ويزينونها ويضعونها في بيت الأصنام المُقام على الساحل، ويتركونها هناك ليلة، فإذا جاء الصباح وجدوها ميتة، وهكذا كان السكان يرتِّبون قرعة كلّ شهر، فمن جاءت عليه القرعة من السكان وجب عليه تقديم ابنته العذراء لهذا العفريت. بعد سنين طويلة وصلهم رحالة مسلم يدعى "أبو بركات البربري"، وقد وجدهم على تلك الحال، وكان يعيش في دار امرأةٍ عجوز في إحدى الجزر، وفي أحد الأيام وجدها مع أقاربها يبكون بكاءً شديداً، وحين سألهم عرف أنّ القرعة وقعت على العجوز، وهكذا يجب عليها التضحية بابنتها الوحيدة، وهنا قرَّر أبو بركات البربري أن يُنقِذَ الفتاة، فأخبر العجوز أنّه سوف يدخل بديلاً عن ابنتها. وهكذا خاص أبو بركات البربري تلك المغامرة، دخل بيت الأصنام وبدأ تلاوة القرآن، وعندما ظهر له العفريت وسمع القرآن عاد إلى البحر مباشرةً، وفي صباح اليوم التالي عندما وصلت العجوز وأهلها وجدوا أبو بركات حياً كما هو دون أن يمسه شيء، وهكذا وصل أبو بركات البربري إلى ملكهم، وكان اسمه شَنُورازة، فسمع منهم القصة، ثمّ عرض عليه أبو بركات الإسلام فقرر اختبار أبي بركات، وقال له: أقم عندنا حتّى الشهر القادم، فإن فعلت نفس الشيء مع العفريت أسلمت. وهكذا، لم يمضِ الشهر إلا وكان الملك قد أسلم هو وأسرته جميعاً، وفي الموعد التالي للعفريت دخل أبو بركات البربري إلى المعبد فلم يأتِ العفريت، وهكذا أرسل ملك الجزيرة إلى بقية الجزر الأخرى ليسلموا معه ومع أهل جزيرته، وهكذا أسلم السكان، وعاشوا على مذهب الإمام مالك. وبنوا مسجداً باسمه.
قد تبدو القصة أسطورية، ويبدو أنّ طقس العفريت كانت طقساً أسطورياً ورثه السكان عن أجدادهم، ويبدو أنّ أبو بركات البربري لم يفعل شيئاً سوى مواجهة هذه الأسطورة، وبسبب موقفه هذا أصبح سكان المالديف مسلمين حتّى الآن. ووفقًا للقصة التي رُويت لابن بطوطة، بُني مسجدٌ نُقش عليه: "قَبِلَ السلطان أحمد شنورازه الإسلام على يد أبي البركات يوسف البربري".
ويرى عالم الآثار البريطاني هاري بيل أن تحول أهل المالديف إلى الدين الإسلامي لا يرجع - في المقام الأول - إلى ما ذكره "ابن بطوطة" في هذه الأسطورة، وإنما الإسلام قد انتشر في الجزر بفضل جهود المسلمين الذين كانوا يعيشون فيها والذين هاجروا إليها على مدى ثلاثة أو أربعة قرون، حتى تحولت الجزر جميعها إلى الإسلام، وذلك بخلاف الدين البوذي السابق الذي كان تعتنقه الأسرة المالكة، فلما وجد ملك البلاد أن شعبه قد تحول إلى الإسلام، أعلن إسلامه هو وأهله، وأعلن الإسلام دينًا رسميًّا للبلاد، وكان ذلك عام 1153.
في القرن العاشر، بدأ البحارة من الشرق الأوسط في السيطرة على طرق التجارة في المحيط الهندي، ووجدوا أن جزر المالديف تشكّل حلقة وصل مهمة في هذه الطرق، باعتبارها أول نقطة يصل إليها التجار القادمون من البصرة في رحلتهم إلى جنوب شرق آسيا. وكانت التجارة تشمل بشكل أساسي أصداف الودع، التي كانت تُستخدم على نطاق واسع كعملة في جميع أنحاء آسيا وأجزاء من ساحل شرق أفريقيا، بالإضافة إلى ألياف جوز الهند. كانت سلطنة البنغال، التي تستخدم فيها أصداف الودع كعملة قانونية، أحد الشركاء التجاريين الرئيسيين لجزر المالديف. وتُعدّ تجارة أصداف الودع بين البنغال والمالديف أكبر شبكة تجارية لعملة الأصداف في التاريخ.
المنتج الأساسي الآخر لجزر المالديف كان ألياف جوز الهند، وهو ليف قشرة جوز الهند المجفف، المقاوم لمياه البحر المالحة. وقد استُخدم في خياطة وربط تجهيزات السفن الشراعية (الدهو) التي كانت تجوب المحيط الهندي. وكانت ألياف جوز الهند المالديفية تُصدَّر إلى السند والصين واليمن والخليج العربي.

### فترة الحماية

#### البرتغالية

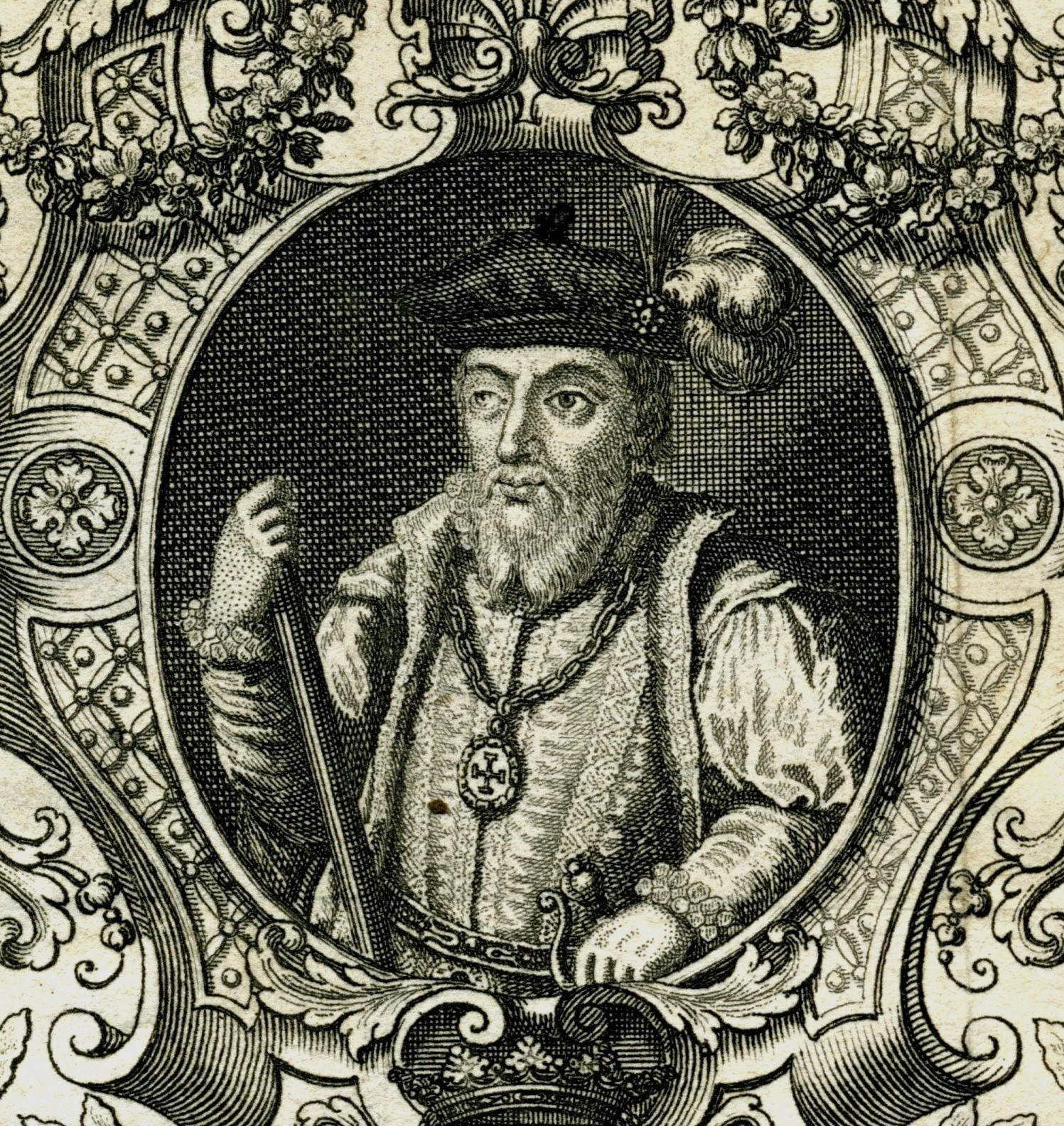
تأسس الوجود البرتغالي في جزر المالديف في عام 1558، بأمر من قسطنطين دي براغانزا، نائب الملك في الهند البرتغالية.

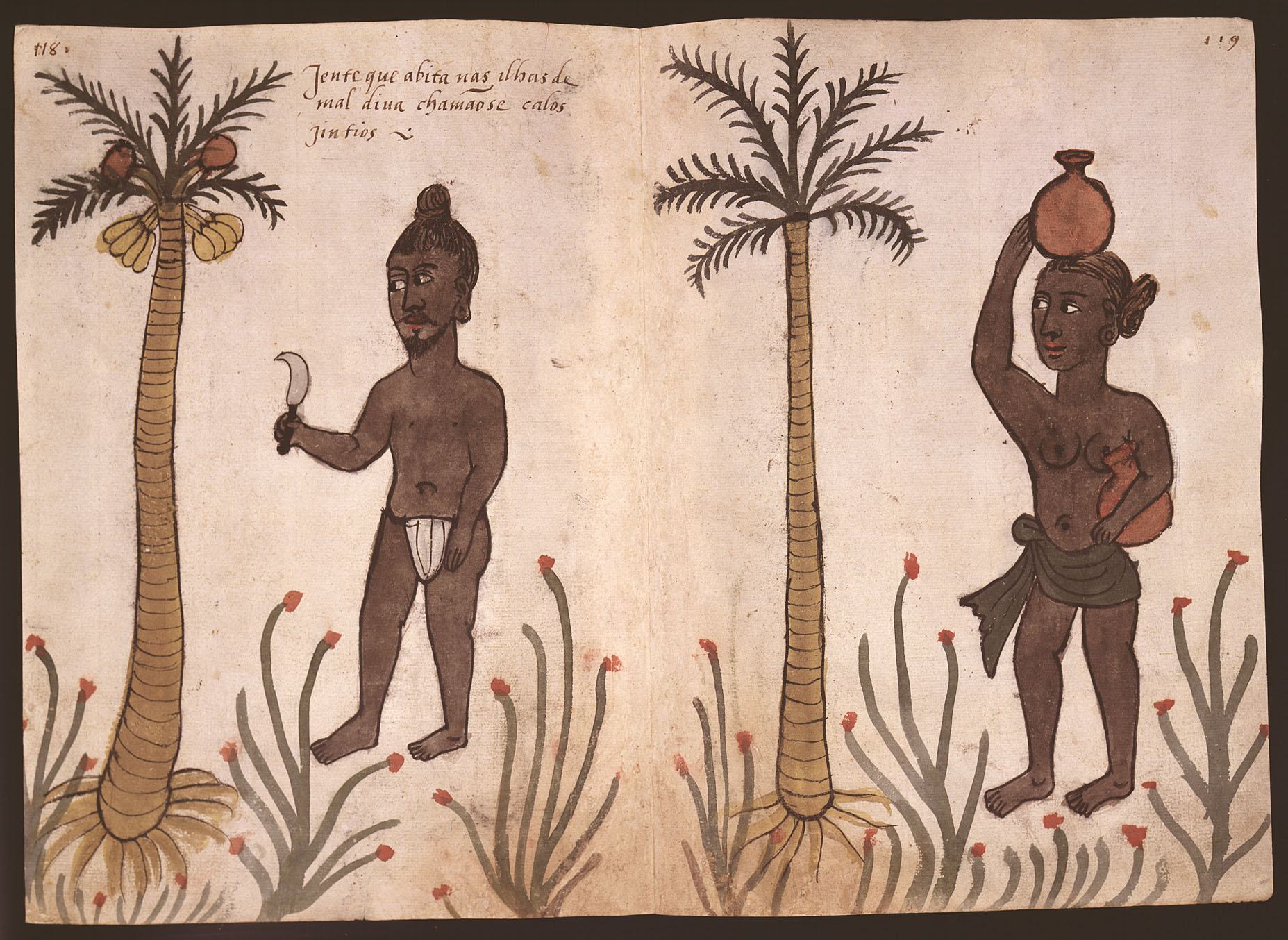
رسم توضيحي برتغالي من القرن السادس عشر من مخطوطة كازاناتنس، تصور العمال.

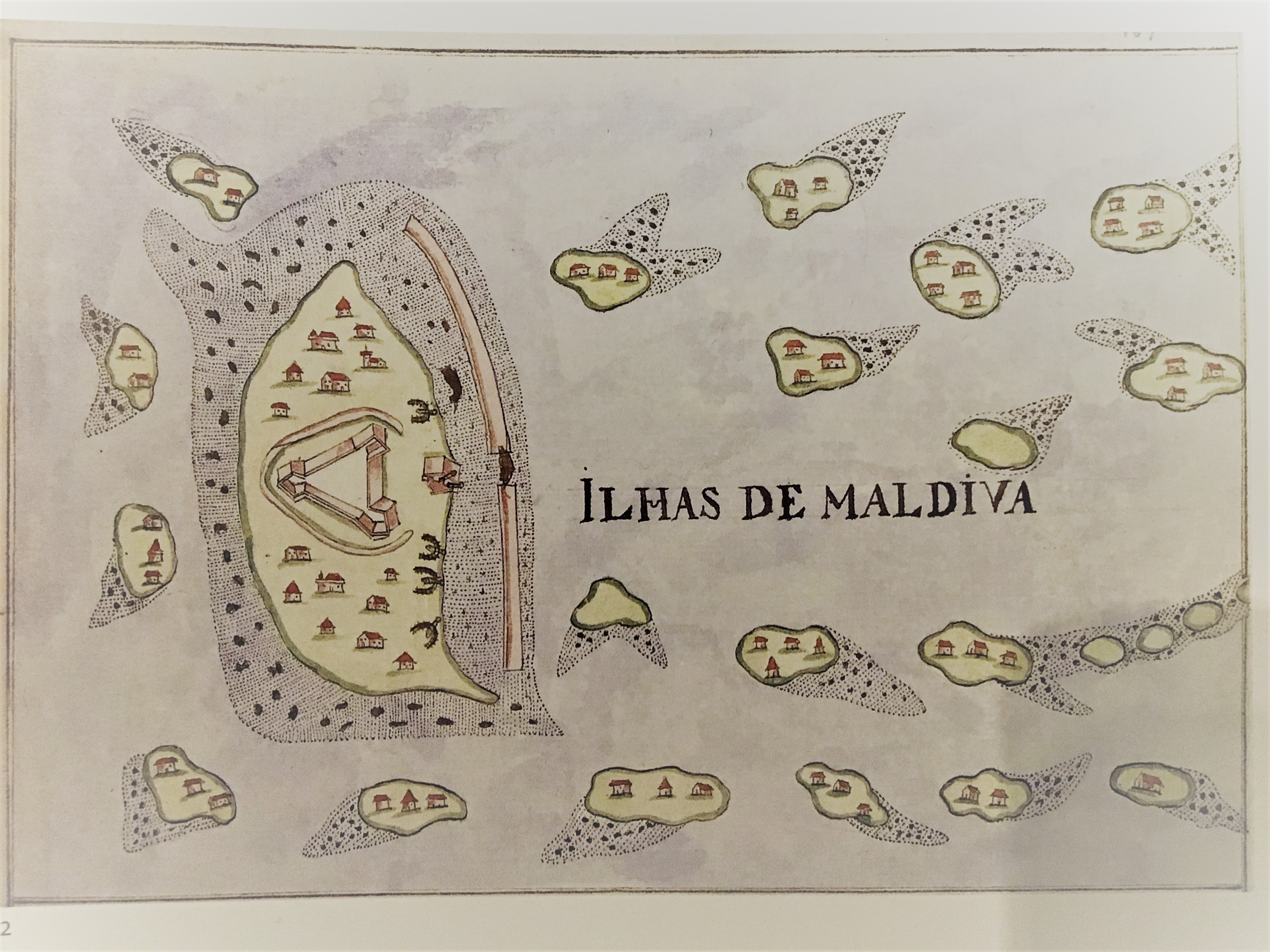
رسم برتغالي من القرن السابع عشر لقلعة جزر المالديف والأرخبيل. في كتاب القلعة لأنتونيو بوكارو (1632).

في عام 1558، أسس البرتغاليون حامية صغيرة بقيادة فيادور (فيازورو)، أو مراقب لمصنع (مركز تجاري) في المالديف، وأداروها من مستعمرتهم الرئيسية في ولاية غوا الهنديَّة. وقد أثارت محاولاتهم لفرض المسيحية بالقوة والتهديد بالقتل ثورة محلية قادها محمد تكرفان الأعظم، وشقيقاه علي تكرفان وحسن تكرفان، وبعد خمسة عشر عامًا، نجحوا في طرد البرتغاليين من المالديف. يُحتفل بهذا الحدث الآن باعتباره "اليوم الوطني" (Qaumee Dhuvas)، الذي يُصادف الأول من ربيع الأول في التقويم الهجري.

#### الهولندية

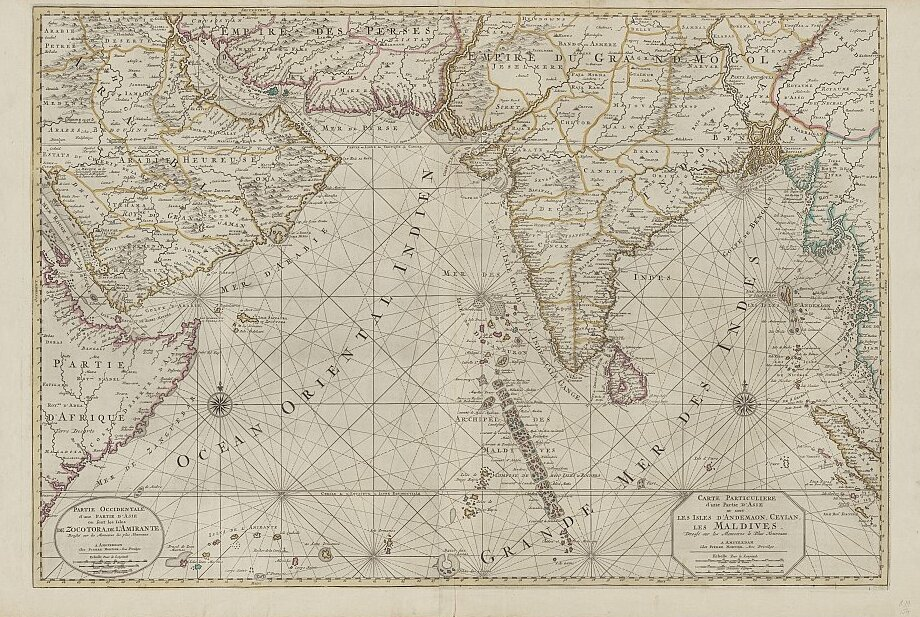
خريطة من القرن الثامن عشر رسمها بيير مورتييه من هولندا، تصور جزر المالديف بالتفصيل.

في منتصف القرن السابع عشر، حلَّ الهولنديون محل البرتغاليين كقوة مهيمنة في سيلان، وأسسوا هيمنتهم على شؤون المالديف دون التدخل مباشرة في المسائل المحلية، التي كانت تُدار وفقًا للعادات الإسلامية المتبعة منذ قرون.

#### البريطانية
تم طرد الهولنديين من سيلان من قبل البريطانيين في عام 1796، وضموا جزر المالديف لتصبح محمية بريطانية. تم توثيق وضع المالديف كمحمية بريطانية رسميًا في اتفاقية عام 1887، حيث قبل السلطان محمد معين الدين الثاني بالنفوذ البريطاني على العلاقات الخارجية والدفاع للمالديف، مع احتفاظه بالحكم الذاتي، استمرت المالديف في حكم نفسها وفقًا للمؤسسات الإسلامية التقليدية، وذلك مقابل جزية سنوية. وكان وضع الجزر مشابهًا لوضع المحميات البريطانية الأخرى في منطقة المحيط الهندي، مثل زنجبار وإمارات الساحل المتصالح.
خلال فترة الحكم البريطاني، استولى رئيس الوزراء على صلاحيات السلطان، مما أثار استياء الحاكم العام البريطاني الذي استمر في التعامل مع سلطان ضعيف التأثير. ونتيجة لذلك، شجعت بريطانيا على تطوير نظام ملكي دستوري، وأُعلن الدستور الأول في عام 1932. غير أن الترتيبات الجديدة لم تكن في صالح السلطان ولا في صالح الوزير الأول، بل خدمت مجموعة من الإصلاحيين الشباب المتعلمين في بريطانيا. ونتيجة لذلك، تم تحريض حشود غاضبة ضد الدستور الذي تم تمزيقه علنًا.
ظلّت جزر المالديف محمية للتاج البريطاني حتى عام 1953، عندما تم تعليق نظام السلطنة وإعلان الجمهورية الأولى برئاسة محمد أمين ديدي لفترة قصيرة. خلال فترة عمله رئيسًا للوزراء في الأربعينيات، قام ديدي بتأميم صناعة تصدير الأسماك. وبصفته رئيسًا، يُذكر كونه مُصلحًا للنظام التعليمي ومدافعًا عن حقوق المرأة. قام المحافظون في ماليه بالإطاحة بحكومته، وخلال أعمال شغب بسبب نقص الغذاء، تعرض ديدي للضرب من قبل حشد من الناس وتوفي في جزيرة مجاورة.

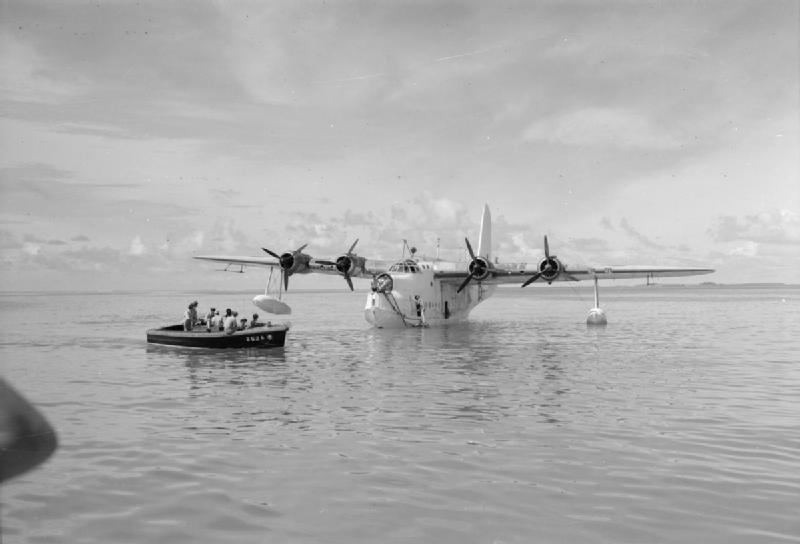
سفينة حربية تابعة لسلاح الجو الملكي البريطاني من طراز شورت سندرلاند راسية في بحيرة أدو أتول، خلال الحرب العالمية الثانية.

شهد التاريخ السياسي لجزر المالديف، بدايةً من خمسينيات القرن الماضي، تأثرًا كبيرًا بالوجود العسكري البريطاني على الجزر. في عام 1954، أدى إحياء نظام السلطنة إلى استمرار الحكم القديم. وبعد عامين، حصلت المملكة المتحدة على إذن لإعادة إنشاء مطار سلاح الجو الملكي البريطاني في جزيرة غان بأقصى جنوب أدو أتول، مما وفر فرص عمل لمئات السكان المحليين. لكن في عام 1957، طالب رئيس الوزراء الجديد، إبراهيم ناصر، بإعادة النظر في الاتفاقية. وفي عام 1959، واجه ناصر تحديًا من حركة انفصالية محلية في الجزر الثلاثة الجنوبية التي استفادت اقتصاديًا من الوجود البريطاني في غان. وقطعت هذه المجموعة علاقاتها بحكومة المالديف وشكلت دولة مستقلة باسم "جمهورية سوفاديف المتحدة"، وكان عبد الله عفيف رئيسًا لها وعاصمتها هيثادهو. وبعد عام واحد، أُلغيت جمهورية سوفاديف بعد أن أرسل ناصر زوارق حربية من ماليه تحمل قوات الشرطة الحكومية، وذهب عبد الله عفيف إلى المنفى. في غضون ذلك، سمحت المالديف في عام 1960 للمملكة المتحدة بمواصلة استخدام منشآت غان وهيثادهو لمدة ثلاثين عامًا، مقابل دفع 750 ألف جنيه إسترليني في الفترة من 1960 إلى 1965 لتنمية اقتصاد المالديف. تم إغلاق القاعدة في عام 1976 كجزء من الانسحاب البريطاني الأكبر للقوات المتمركزة بشكل دائم "شرق السويس".

## تسونامي 2004

تسونامي 2004

في 26 ديسمبر/كانون الأول 2004، دمّر التسونامي جزر المالديف، ونجت فقط 9 جزر من الفيضان، بينما واجهت 57 جزيرة ضرراً بالغاً في البنية التحتية، أُخليت 14 جزيرة كلّياً ودمّرت 6 جزر. قُدّرت قيمة الأضرار بـ 400 مليون دولار وهذا يساوي تقريباً ثلث الناتج المحلي الإجمالي.
بلغ عدد الضحايا ما مجموعه 108 ضحية، منهم ستة أجانب، كما بلغ طول الموجات الأطول أكثر من 14 قدماً (4.3 أمتار) وهذا مستوى عالٍ من الموجات.

## السياسة
السياسة في جزر المالديف تحدث في إطار جمهورية دستورية رئاسية، حيث الرئيس هو رئيس الحكومة ورئيس للدولة يترأس السلطة التنفيدية ويعين الوزراء. إن الرئيس يرشح لفترة خمس سنوات من قبل اقتراع سري من المجلس (البرلمان)، ويمنع الدستور غير المسلمين من التصويت، يوافق عليه مجلس الشعب (البرلمان). وهو يقود القوات المسلحة، الرئيس الحالي الذي يشغل منصبه منذ 17 نوفمبر 2023 هو محمد معزو. يخدم رئيس جزر المالديف وأعضاء المجلس أحادي المجلس لمدة خمس سنوات. يتم تحديد العدد الإجمالي للأعضاء حسب عدد سكان الجزر المرجانية. في الانتخابات البرلمانية لعام 2024 ، فاز المؤتمر الوطني الشعبي (PNC) بأغلبية ساحقة على 93 دائرة انتخابية.

## الجغرافيا

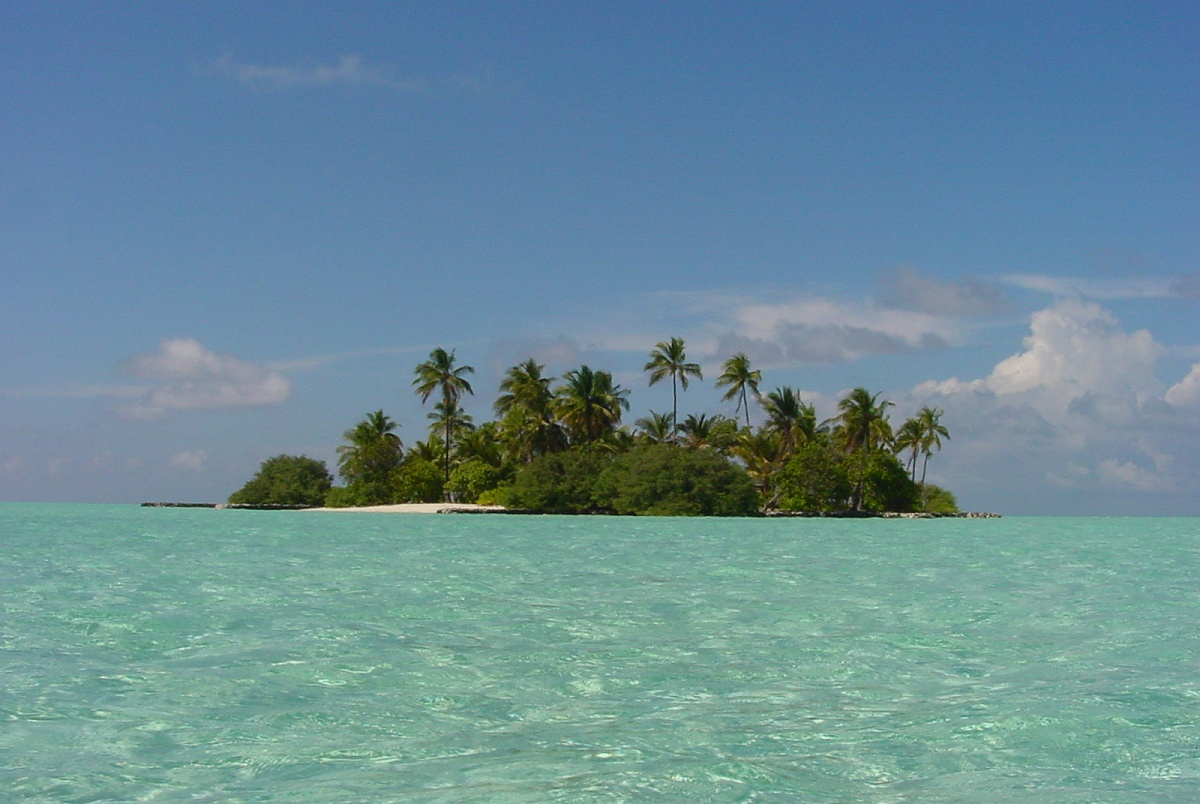
جزيرة من جزر المالديف

جزر المالديف تشمل تقريباً 1.190 جزيرة مرجانية جمعت في سلسلة مضاعفة من 26 جزيرة مرجانية.
إن الجزر المرجانية متكونة من الشقوق المرجانية الحية والحواجز الترابية، ويبلغ طول أسفل حافة تحت مستوى سطح البحر 960 كم التي ترتفع فجأةً من أعماق المحيط الهندي.

### المناخ

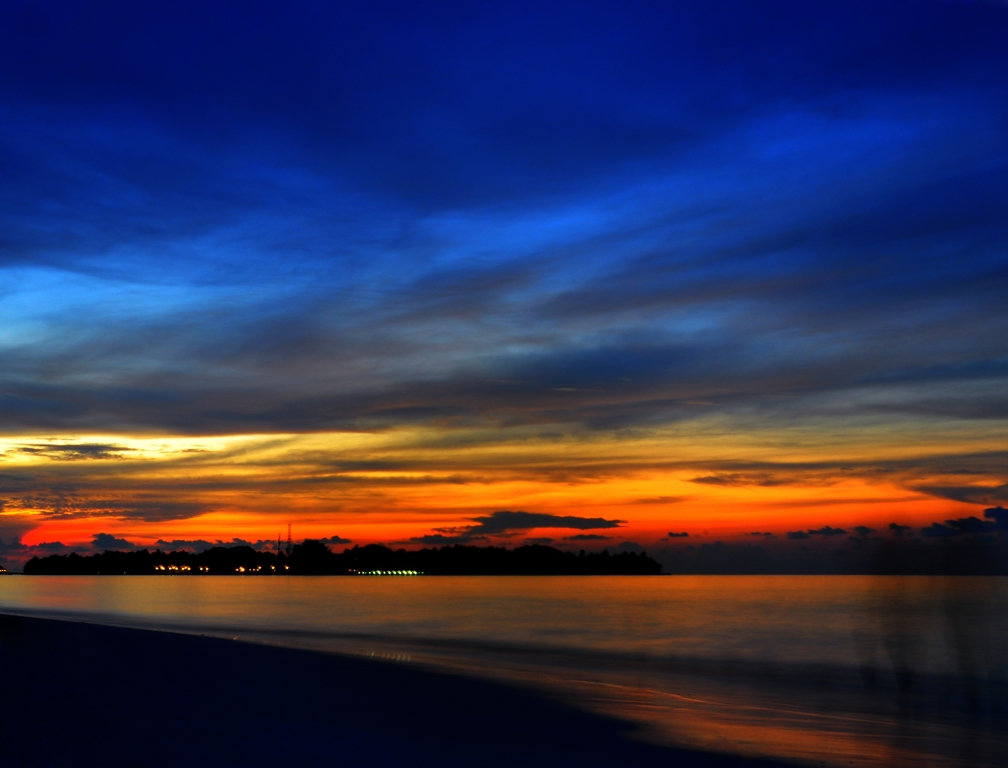
الغروب في جزر المالديف

المحيط الهندي له تأثير كبير على البلاد كحاجز للحرارة، ويمتصها، ويخزنها، ويصدر الحرارة الاستوائية ببطء، وتتراوح درجة حرارة جزر المالديف بين 24°م - 33 ْم، بالرغم من أن الرطوبة عالية نسبياً، وتبقي أنسام البحر الباردة الثابتة انتقال الهواء والحرارة ساكناً.

#### الأمطار
يبلغ متوسط سقوط المطر السنوي 2.540 ملم في الشمال، 3.810 ملم في الجنوب.
| البيانات المناخية لـجزر المالديف | البيانات المناخية لـجزر المالديف | البيانات المناخية لـجزر المالديف | البيانات المناخية لـجزر المالديف | البيانات المناخية لـجزر المالديف | البيانات المناخية لـجزر المالديف | البيانات المناخية لـجزر المالديف | البيانات المناخية لـجزر المالديف | البيانات المناخية لـجزر المالديف | البيانات المناخية لـجزر المالديف | البيانات المناخية لـجزر المالديف | البيانات المناخية لـجزر المالديف | البيانات المناخية لـجزر المالديف | البيانات المناخية لـجزر المالديف |
| الشهر                            | يناير                            | فبراير                           | مارس                             | أبريل                            | مايو                             | يونيو                            | يوليو                            | أغسطس                            | سبتمبر                           | أكتوبر                           | نوفمبر                           | ديسمبر                           | المعدل السنوي                    |
| -------------------------------- | -------------------------------- | -------------------------------- | -------------------------------- | -------------------------------- | -------------------------------- | -------------------------------- | -------------------------------- | -------------------------------- | -------------------------------- | -------------------------------- | -------------------------------- | -------------------------------- | -------------------------------- |
| متوسط درجة الحرارة الكبرى °ف     | 84                               | 84                               | 86                               | 88                               | 88                               | 86                               | 88                               | 86                               | 86                               | 86                               | 84                               | 84                               | 86                               |
| متوسط درجة الحرارة الصغرى °ف     | 79                               | 79                               | 81                               | 81                               | 81                               | 79                               | 79                               | 79                               | 79                               | 79                               | 79                               | 79                               | 80                               |
| متوسط درجة الحرارة الكبرى °م     | 29                               | 29                               | 30                               | 31                               | 31                               | 30                               | 31                               | 30                               | 30                               | 30                               | 29                               | 29                               | 30                               |
| متوسط درجة الحرارة الصغرى °م     | 26                               | 26                               | 27                               | 27                               | 27                               | 26                               | 26                               | 26                               | 26                               | 26                               | 26                               | 26                               | 26                               |
| متوسط أيام هطول الأمطار          | 4                                | 4                                | 7                                | 8                                | 12                               | 10                               | 10                               | 12                               | 12                               | 15                               | 12                               | 12                               | 118                              |
| [بحاجة لمصدر]                    |                                  |                                  |                                  |                                  |                                  |                                  |                                  |                                  |                                  |                                  |                                  |                                  |                                  |

### القضايا البيئية
خلال القرن الماضي ارتفعت مستويات البحر حوالي 20 سم، وهناك ارتفاعات أخرى في المحيط الهندي يمكن أن تهدد وجود المالديف.
في عام 1970، سقط مستوى البحر 20 - 30 سم. في نوفمبر/تشرين الثاني 2008، أعلن الرئيس محمد نشيد الخطط للنظر في شراء الأرض الجديدة في الهند، وسريلانكا، وأستراليا، بسبب مخاوفه من ارتفاع درجة الحرارة العام وإمكانية معظم الجزر أن تغمر بالماء من مستويات البحر المتصاعدة.
التوقعات الحالية تتوقع بارتفاع مستوى البحر بـ 59 سم في عام 2100.[بحاجة لمصدر]

## التقسيمات الإدارية

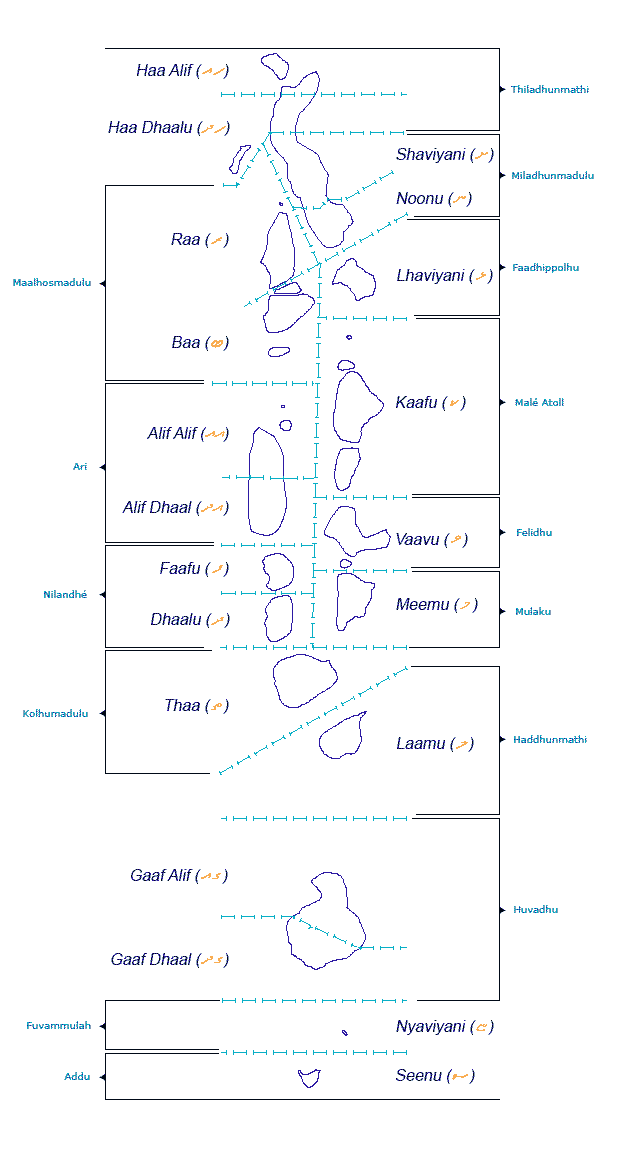
خريطة لجزر المالديف

### مدينة ماليه
مدينة ماليه هي عاصمة البلاد وأكبر مدينة والميناء الرئيسي تشغل مساحة صغيرة ولكنها فريدة وجذابة وتشبه المدن الكبيرة لما تتميز به من نظافة وترتيب ونظام، تكثر بها المساجد، والأسواق، تتخللها شوارع صغيرة متشابكة تبدو كالمتاهة لمن لا يعرفها الأمر الذي له سحره الخاص
جزيرة ماليه يبلغ طولها كيلومتران وعرضها كيلومتر، وحدودها مكتظة بالبنايات، وعدد السكان بها حوالي 160,187 شخصًا، لكن مع العمّال الأجانب والسياح، يصل تعدادها إلى 211,908 شخص وهي تبدو كذلك فعلا.
جزيرة أدو المرجانية أو مدينة أدو هي ثاني مدن المالديف، ويمثل مصيفها أفضل مكان ينطلق منه السياح لزيارة بقية جزر المالديف وسكان الجزيرة يسمون «أدو» وهم مستقلون جداً، ويتكلّمون لغة مختلفة عن سكان العاصمة وحاولوا مرة الانفصال من الجمهورية. لعبت بريطانيا دوراً كبيراً في تغيير شكل المدينة وذلك بعد أن اتخذتها قاعدة حربية لها ابان الحرب العالمية الثانية، وفي سنة 1956 ميلادية انشأت فيها بريطانيا قاعدة جوية، وذلك خلال الحرب الباردة، هذه العوامل اكسبت المدينة الشكل الحديث الذي تبدو به الآن.

### منتجعات
معظم السياح يأتون إلى المالديف في رحلات منظمة، والإقامة في أحد المنتجعات التي يزيد عددها عن 95 منتجعاً، وهي مقصد لقضاء شهر العسل والإجازات العائلية، والإجازات مع الأصدقاء. يمارس السياح في المنتجعات رياضية الغوص تحت الماء. معظمها في الجزر المرجانية الثلاث القريبة من العاصمة، وجزيرة نورث آيلاند مارلاي مارلاي جنوب جزيرة آري، وهناك بضعة منتجعات أخرى في الجزر المرجانية القريبة.

## السكان

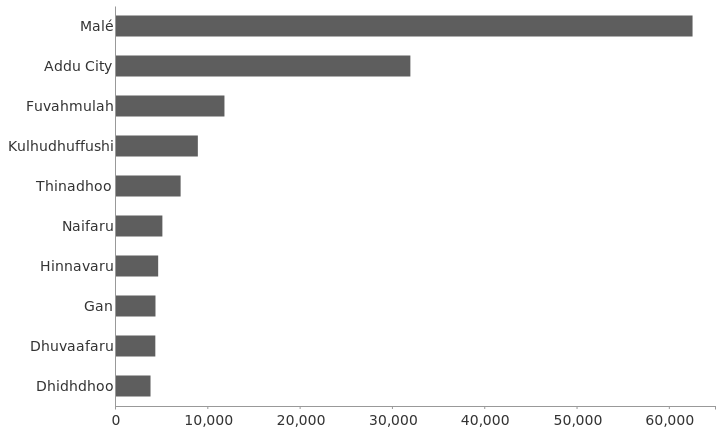
سكان المالديف

### أصل السكان
إن الهوية العرقية المالديفية مزيج من الثقافات التي تعكس الأمم التي استقرت على الجزر.
المستوطنون السابقون كانوا من المحتمل أنهم من جنوب الهند وسريلانكا.

### عدد السكان
في عام 1978 تضاعف عدد السكان من 100 ألف إلى 200 ألف، وارتفع معدل النمو السكاني وبلغت الذروة بـ 3,4% في عام 1985. بحلول عام 2006 وصل عدد السكان إلى 300 ألف نسمة، بالرغم من أن إحصاء السكان لعام 2000 رأى بأن معدل النمو السكاني قد انحدر إلى 1,9%.
متوسط عمر الفرد في جزر المالديف كان في عام 1978م نحو 46 سنة، بينما ارتفع إلى 72 سنة حالياً. وفيات الأطفال هبطت من 127 لكل ألف طفل في 1977 إلى 12 اليوم.

## اللغة
اللغة التي يتحدث بها غالبية السكان والرسمية هي لغة الديفيهي التي تحوي الكثير من المفردات العربية.

## العلم

علم جزر المالديف

علم جزر المالديف بين عامي 1926-1932

يتكون العلم المالديفي الحَالي من ثلاثة عناصر وهي:
- إطار أحمر: ويرمز للعمل والتفاني والجد ودماء الشهداء.
- مستطيل أخضر: ويرمز للنخيل والإسلام والتفاؤل والسلام.
- الهلال: ويرمز للدين الرسمي للدولة وهو الإسلام.

## المعتقدات الدينية
الدين الرسمي لجزر المالديف هو الإسلام حيت تقدر نسبة المسلمين فيها حسب الإحصائيات التعدادية الدولية نحو 100%، وينص الدستور على أن جميع المواطنين يجب أن يكونوا مسلمين، ولا يمكن لأي غير مسلم ان يصبح مواطنًا بحسب المادة 9. وتنص المادة الثانية على أن الجمهورية مؤسسة على مبادئ الإسلام وتنص المادة 10 على أنه لن يطبق أي قانون ضد مبادئ الإسلام يمكن أن يطبق في البلاد. وتنص المادة 19 ان للمواطنين الحرية في أن يشاركوا أو يمارسوا أي نشاط لم يتم تحريمه في الشريعة أو القانون. ويتمسك معظم المالديفيين بتعاليم دينهم ويظهر ذلك في احتفالاتهم الدينية الرسمية.

## الإقتصاد

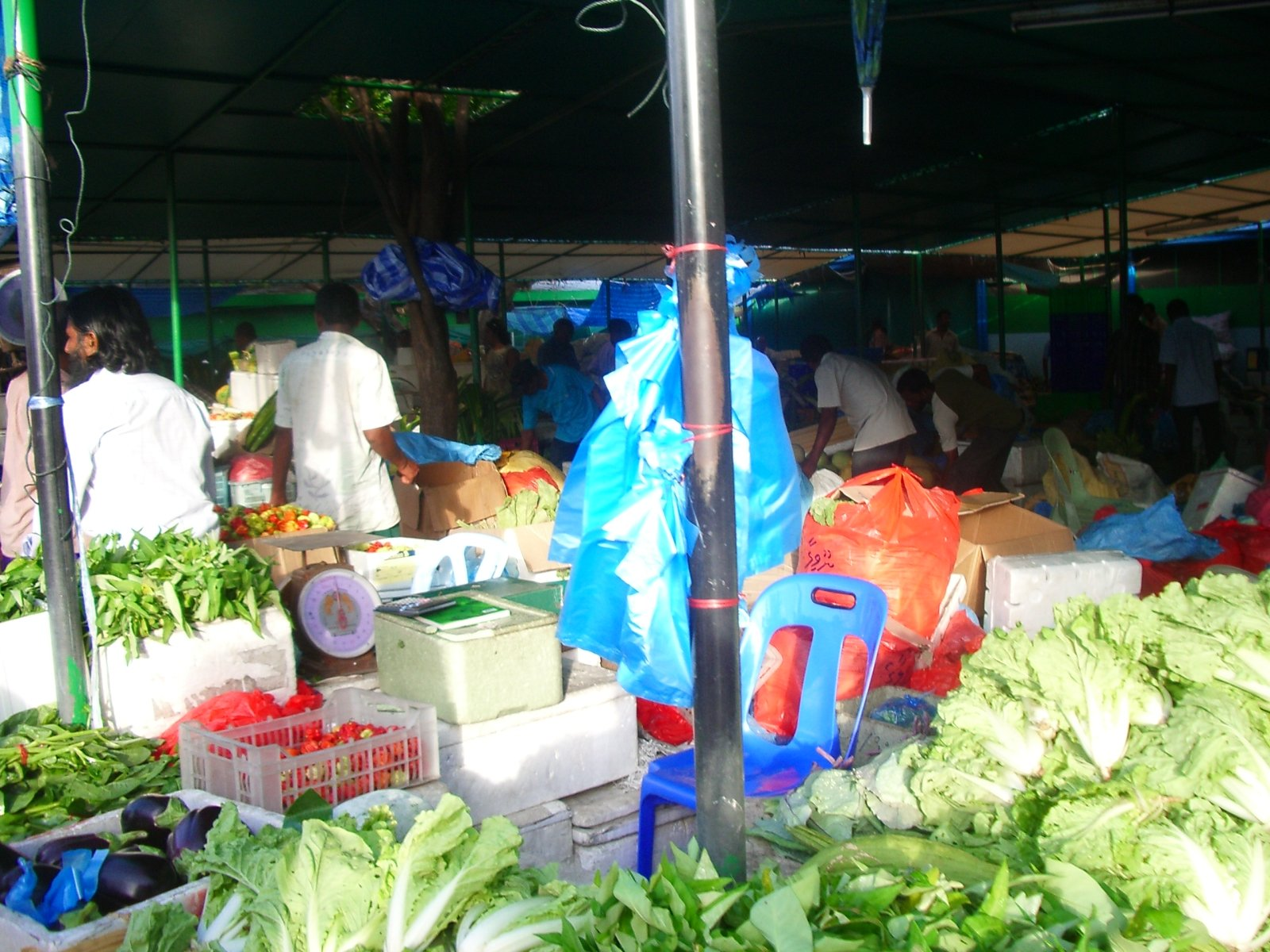
سوق في جزر المالديف

في العصور القديمة اشتهرت جزر المالديف بالأصداف، حبال جوز الهند، أسماك التونة المجففة (أسماك المالديف)، والعنبر.
أستعملت السفن التجارية المحلية والخارجية لتحميل هذه المنتجات إلى سريلانكا ونقلها إلى مؤاني أخرى في المحيط الهندي. في القرن الثاني الميلادي كانت تعرف الجزر باسم (جزر المال) من جانب العرب الذين كانو يسيطرون على طرق التجارة في المحيط الهندي. جزر المالديف قدمت كميات هائلة من الأصداف والتي كانت عملة دولية في الزمن القديم، والصدفة الآن تستعمل كرمز لهيئة النقد (المال) في المالديف.
الحكومة المالديفية بدأت برنامجا للإصلاح الاقتصادي عام 1989 ميلادي وكانت البداية عن طريق رفع حصص الاستيراد وفتح بعض الصادرات إلى القطاع الخاص، في وقت لاحق حررت لوائح للسماح لمزيد من الاستثمارات الأجنبية، وبلغ متوسط نمو الناتج المحلي الإجمالي الحقيقي أكثر من 7.5% سنوياً لأكثر من عقد من الزمان. في هذه الأيام تعتبر السياحة أكبر صناعة لجزر المالديف حيث تمثل 28% من الناتج المحلي الإجمالي وأكثر من 60% من إيرادات العملة الأجنبية، وصيد السمك هو القطاع الرئيسي الثاني.
في أواخر ديسمبر من العام 2004 خلف تسونامي أكثر من 100 قتيل و12000 من المشردين، وألحق اضرار بالممتلكات تجاوزت 400 مليون دولار. وكنتيجة لكارثة تسونامي انكمش الناتج المحلي الاقتصادي بـ3.6% في عام 2005 ميلادي. عودة انتعاش السياحة وإعادة البناء بعد الكارثة وتطوير منتجعات جديدة ساعدت على انتعاش الاقتصاد سريعا وأظهر زيادة 18% في العام 2006 ميلادي. وتظهر تقديرات العام 2007 ميلادية تمتع جزر المالديف بأعلى إجمالي إنتاج محلي للفرد الواحد (4600 دولار) بين دول جنوب آسيا باستثناء دول الخليج العربي.

### السياحة

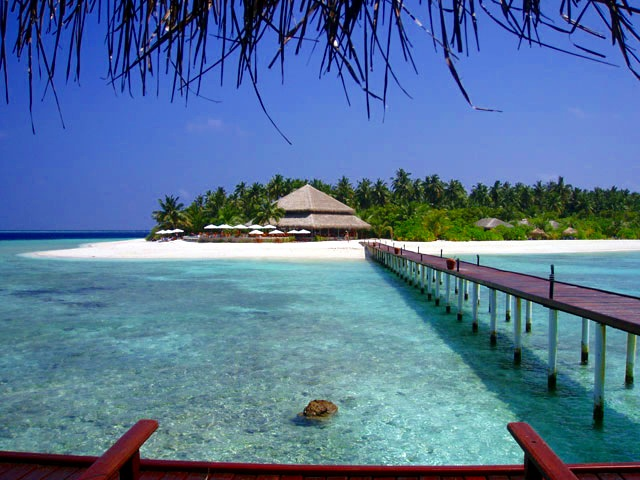
أحد شواطئ جزر المالديف

جزر المالديف كانت مجهولة إلى حد كبير للسياح حتى أوائل السبعينيات ميلادية. بتناثرها على امتداد خط الاستواء في المحيط الهندي تمتلك جزر المالديف أرخبيلية جغرافية استثنائية فريدة من حيث كونها جزراً صغيرة. يتكون الأرخبيل من 1190 جزيرة صغيرة والتي تشغل واحد في المائة من مساحتها البالغة 90000 كيلو متر مربع. 185 جزيرة فقط هي موطن السكان البالغ عددهم حوالي 300000 نسمة في حين أن الجزر الأخرى تستخدم كليا لأغراض اقتصادية مثل السياحة والزراعة والتي هي أكثر انتشاراً. وتمثل السياحة 28% من الناتج المحلي الإجمالي، وأكثر من 60% من الإيرادات للعملة الأجنبية. أكثر من 90% من إيرادات ضريبة الحكومة تأتي من رسوم الاستيراد والضرائب ذات الصلة بالسياحة. تنمية وتطوير السياحة عزز النمو الإجمالي لاقتصاد البلاد، وأوجد فرص العمل المباشرة وغير المباشرة وولد الدخل في الصناعات الأخرى ذات الصلة، وكان افتتاح المنتجعات السياحية الأولى في عام 1972 ميلادية مع منتجع جزيرة باندوس وقرية كورامبا.
وفقا لموقع وزارة السياحة على الإنترنت أدى ظهور السياحة في عام 1972 ميلادية إلى تحول في اقتصاد المالديف، والانتقال بسرعة من الاعتماد على قطاع الثروة السمكية إلى قطاع السياحة. في ثلاث عقود ونصف أصبحت الصناعة المصدر الرئيسي للدخل ومصدر الرزق لشعب المالديف. السياحة أيضا في البلاد أكبر مولد للعملة الأجنبية وأكبر مساهم في الناتج المحلي الإجمالي. اليوم هناك 89 منتجع في جزر المالديف مع قدرة سريرية لأكثر من 17,000 وتوفير مرافق عالمية المستوى للسياح الذين يتجاوز عددهم السنوي 600,000 سائح.
عدد المنتجعات زاد من 2 إلى 92 بين عامي 1972 و2007 ووصل عدد زوار المالديف حتى عام 2007 ميلادية أكثر من 8,380,000 سائح.
عملياً جميع الزوار يصلون عن طريق مطار ماليه الدولي الواقع في جزيرة هولو ماليه بالقرب من العاصمة ماليه. المطار يخدم طائفة واسعة من الرحلات إلى الهند وسيريلانكا ودبي والمطارات الرئيسية في جنوب شرق آسيا. فضلا عن أن عددا متزايدا من المواثيق من أوروبا، معظم الرحلات الجوية تقف في كولومبو (سيريلانكا) في الطريق.
مطار غان الواقع على جزيرة مرجانية في جنوب أددو يخدم أيضا رحلات دولية إلى ميلان عدة مرات في الإسبوع.

### صيد السمك
لعدة قرون كان اقتصاد الجزر يعتمد كليًا على صيد الأسماك والمنتجات البحرية الأخرى. ولا تزال هي المهنة الرئيسية لأغلب السكان.
في عام 2010، ساهمت مصايد الأسماك بأكثر من 15 ٪ من الناتج المحلي الإجمالي للبلاد وتشارك بحوالي 30 ٪ من القوى العاملة في البلاد. كانت مصايد الأسماك أيضًا ثاني أكبر مصدر للعملة الأجنبية بعد السياحة.

## معرض الصور

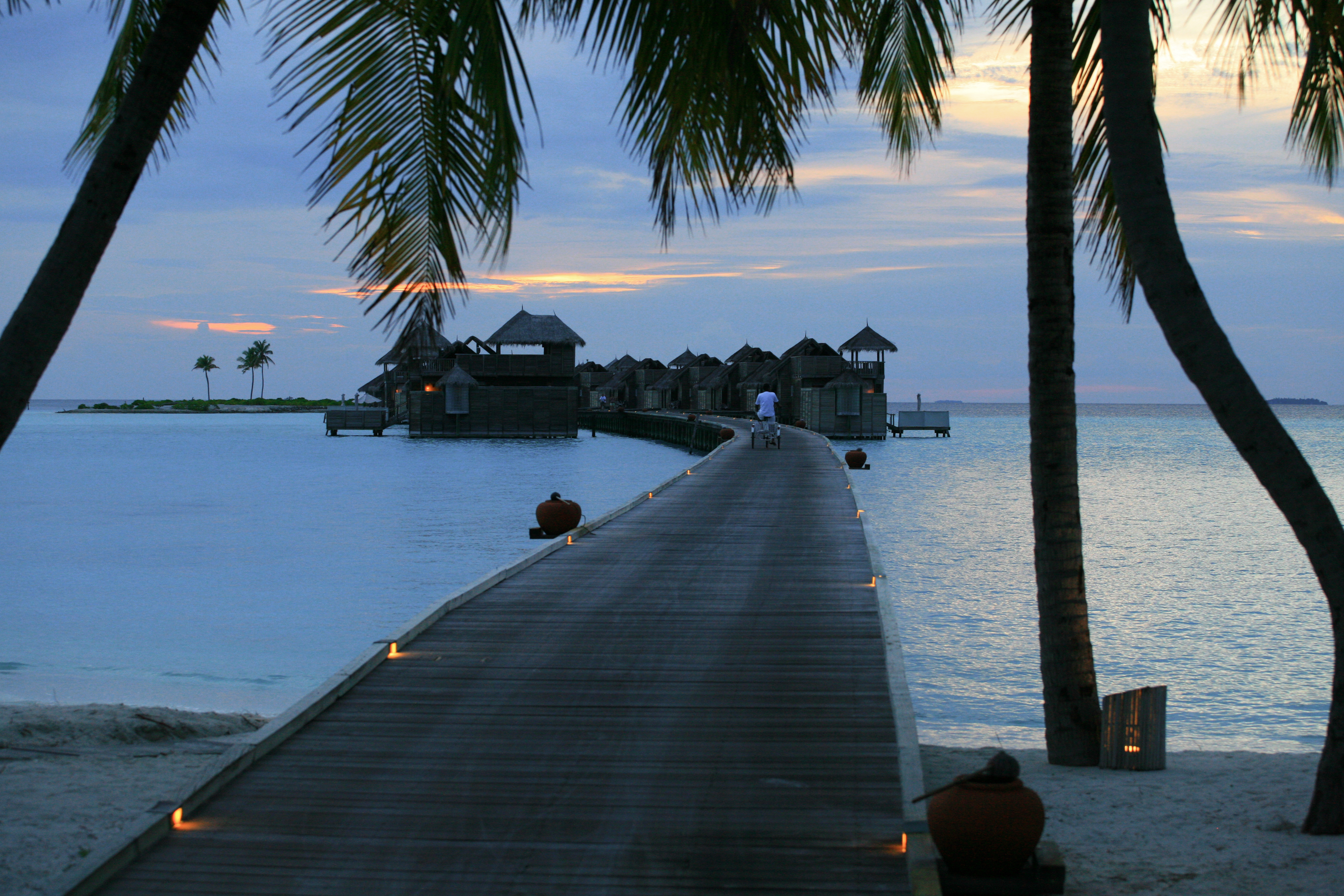
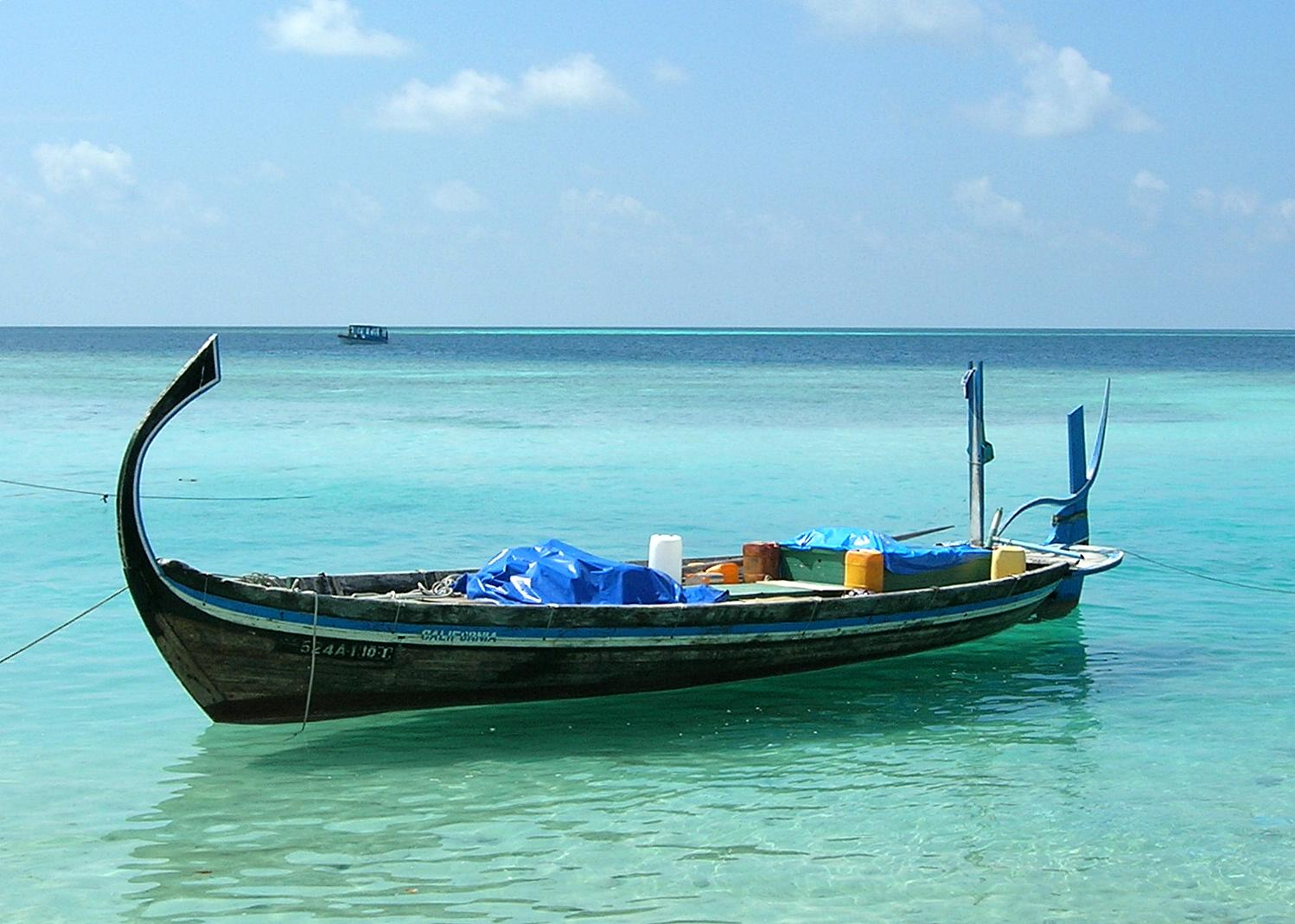
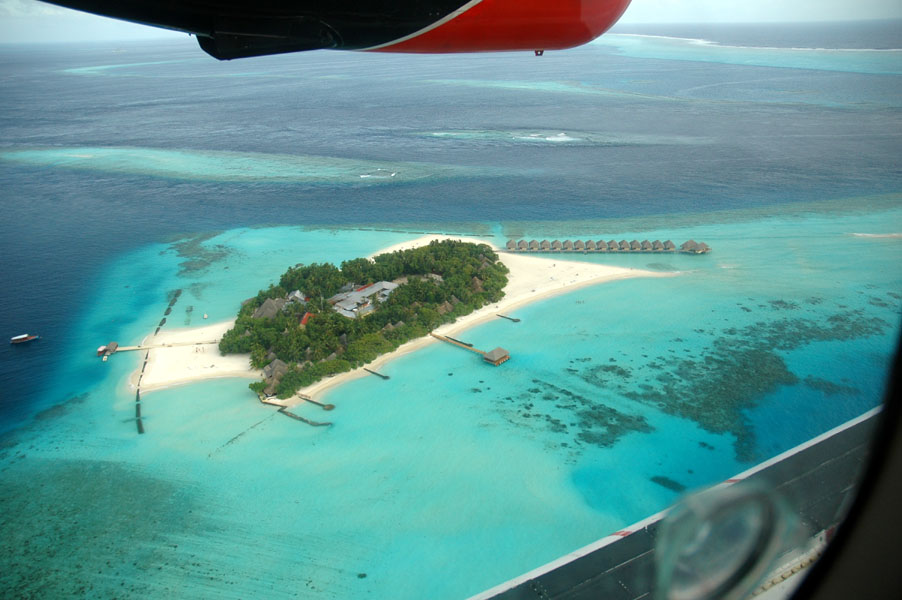
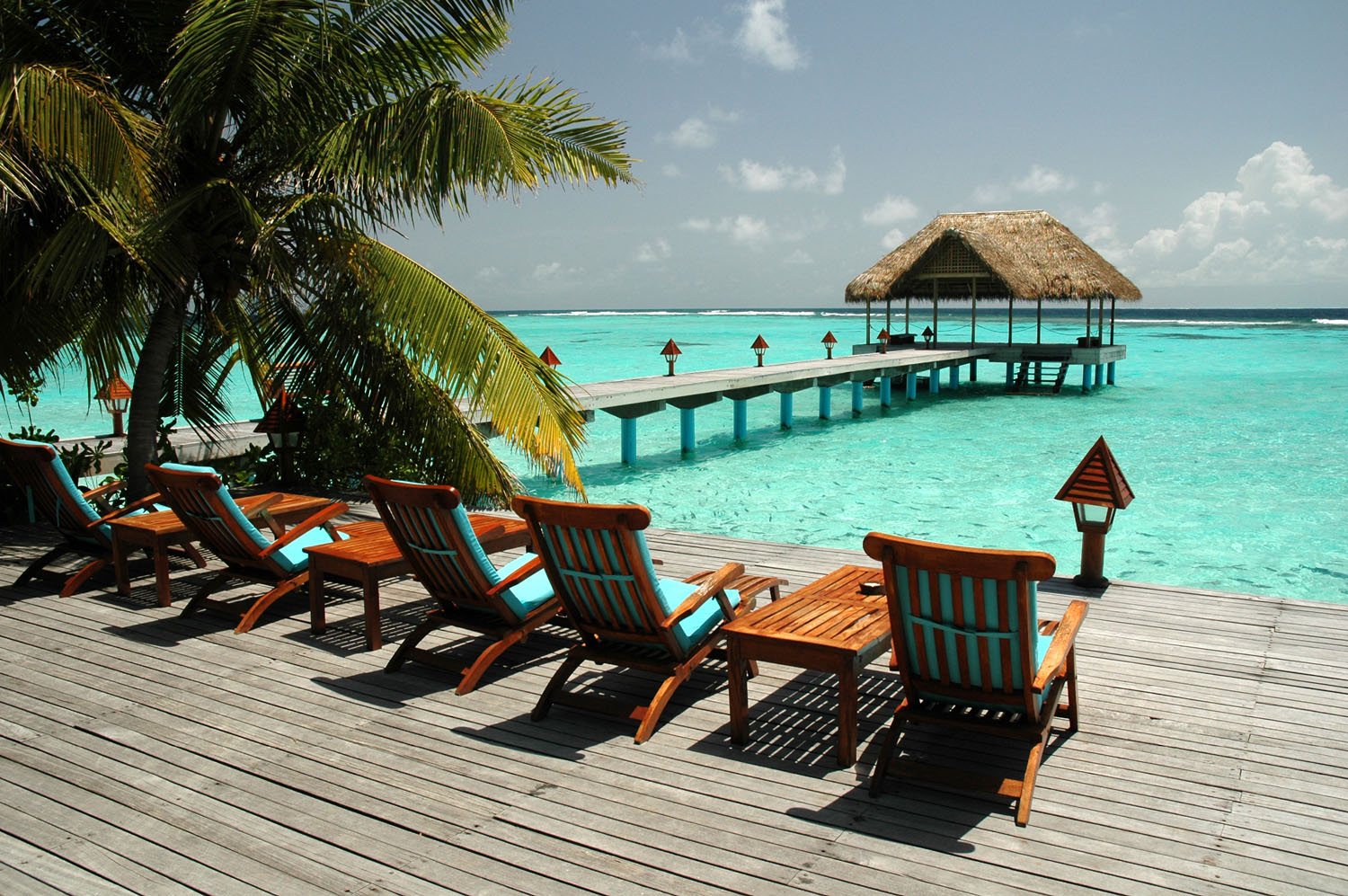
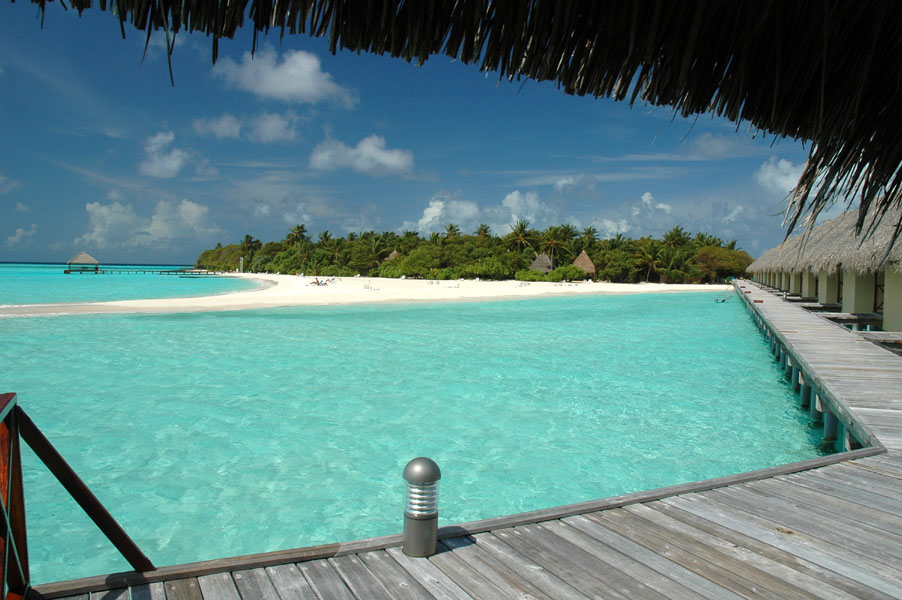
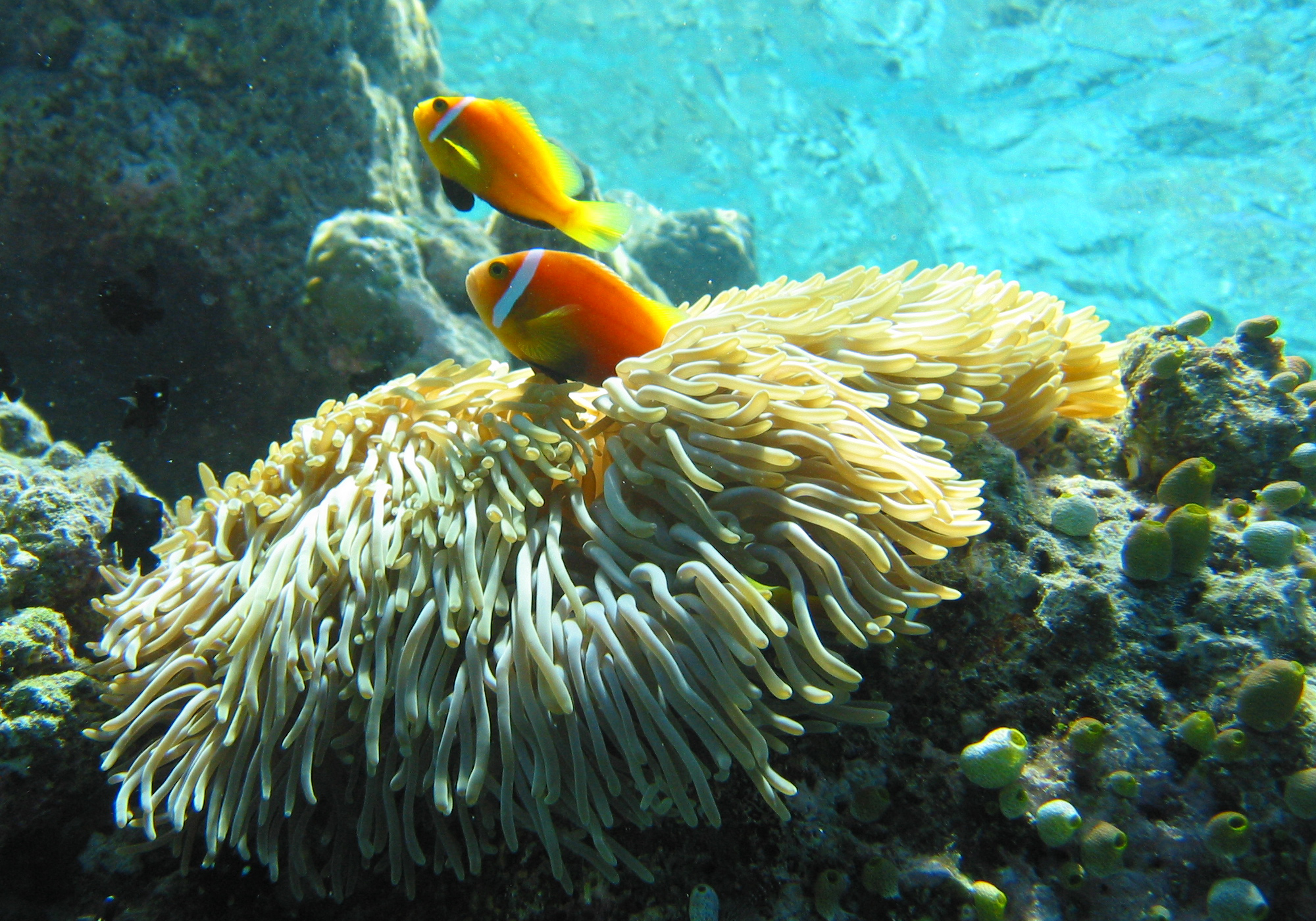
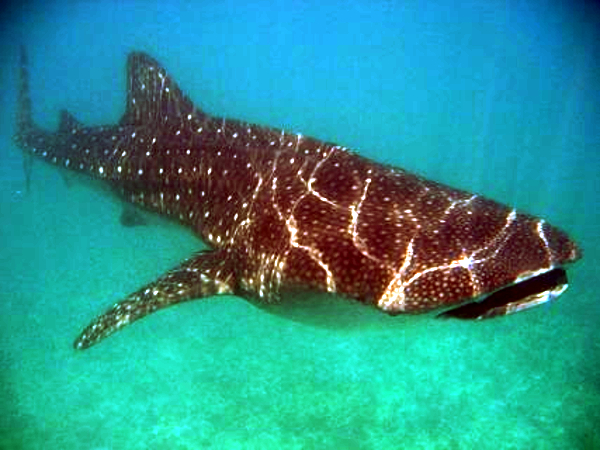
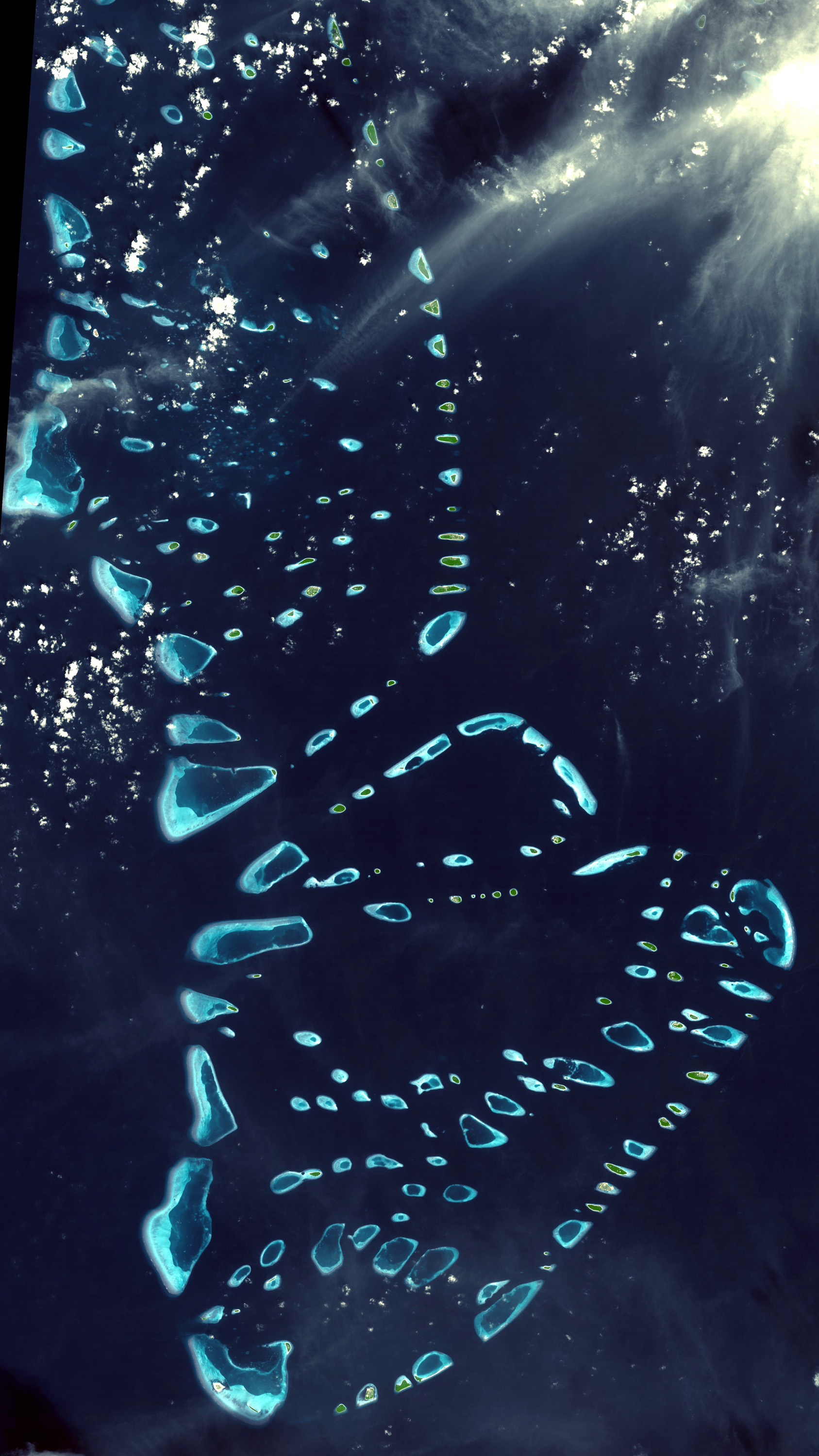
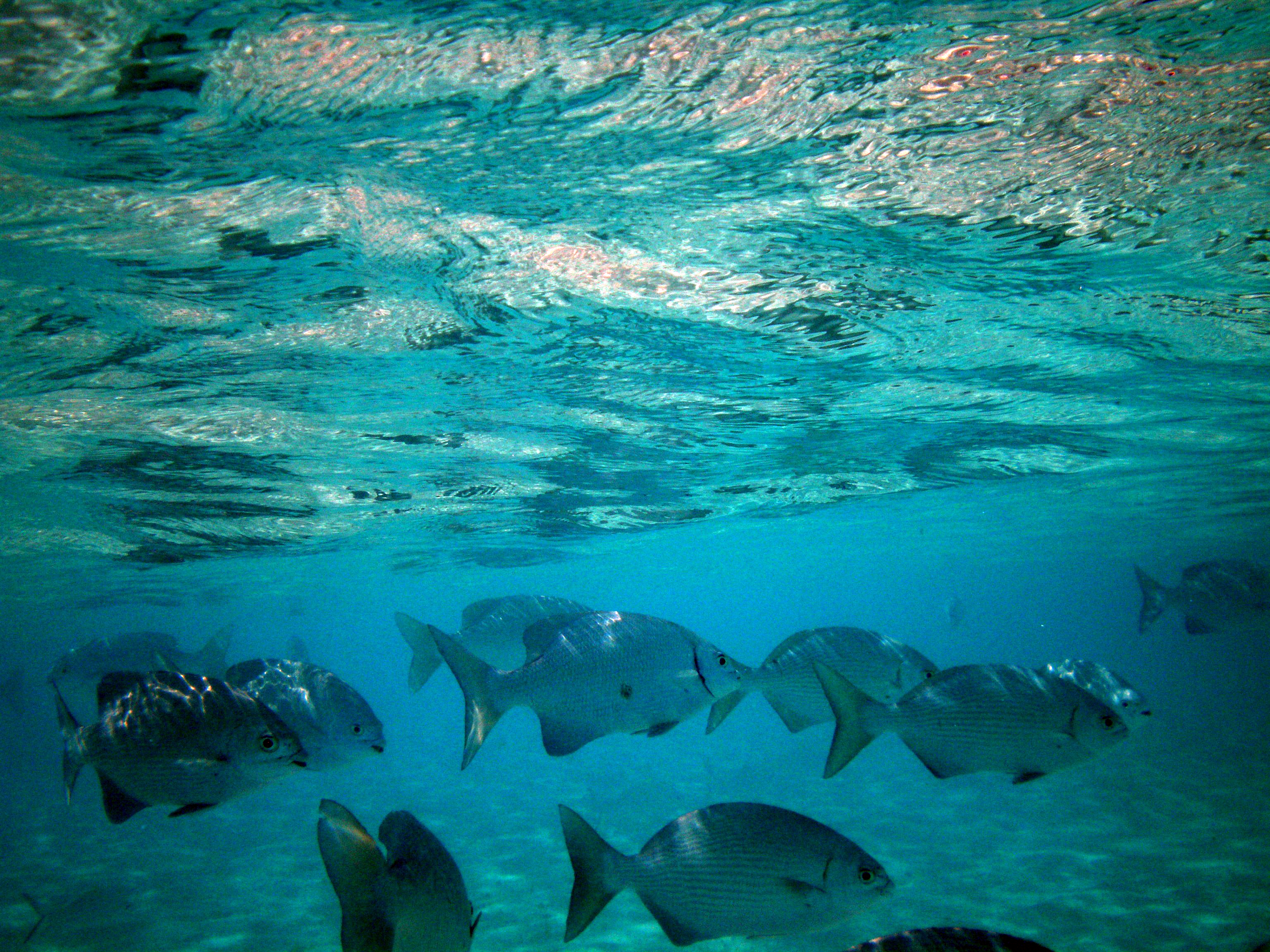
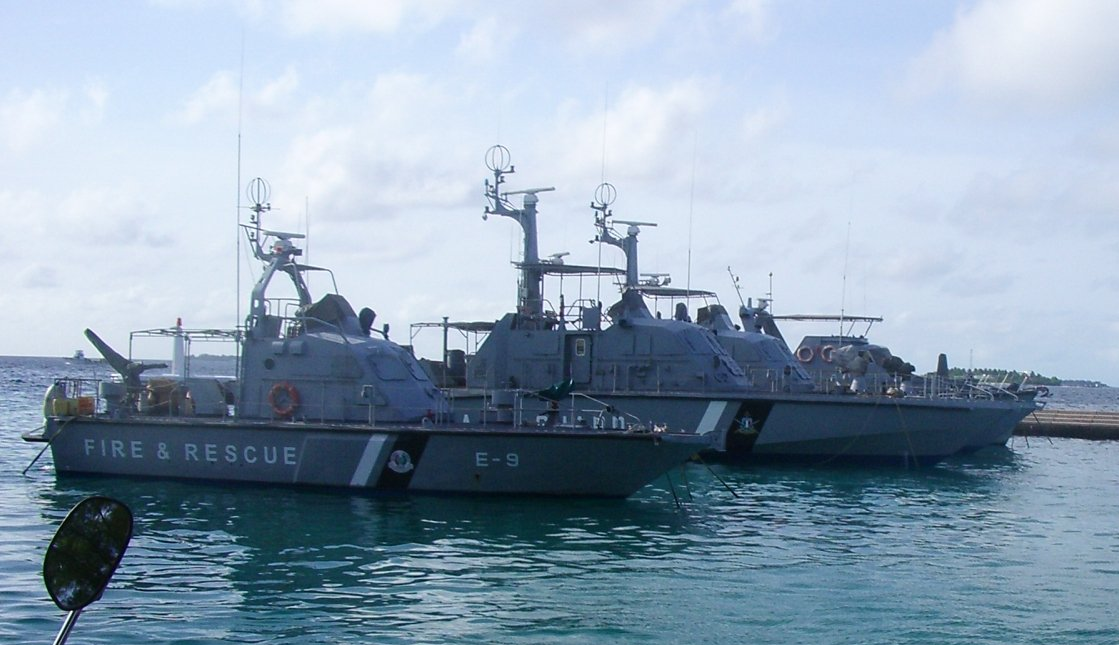
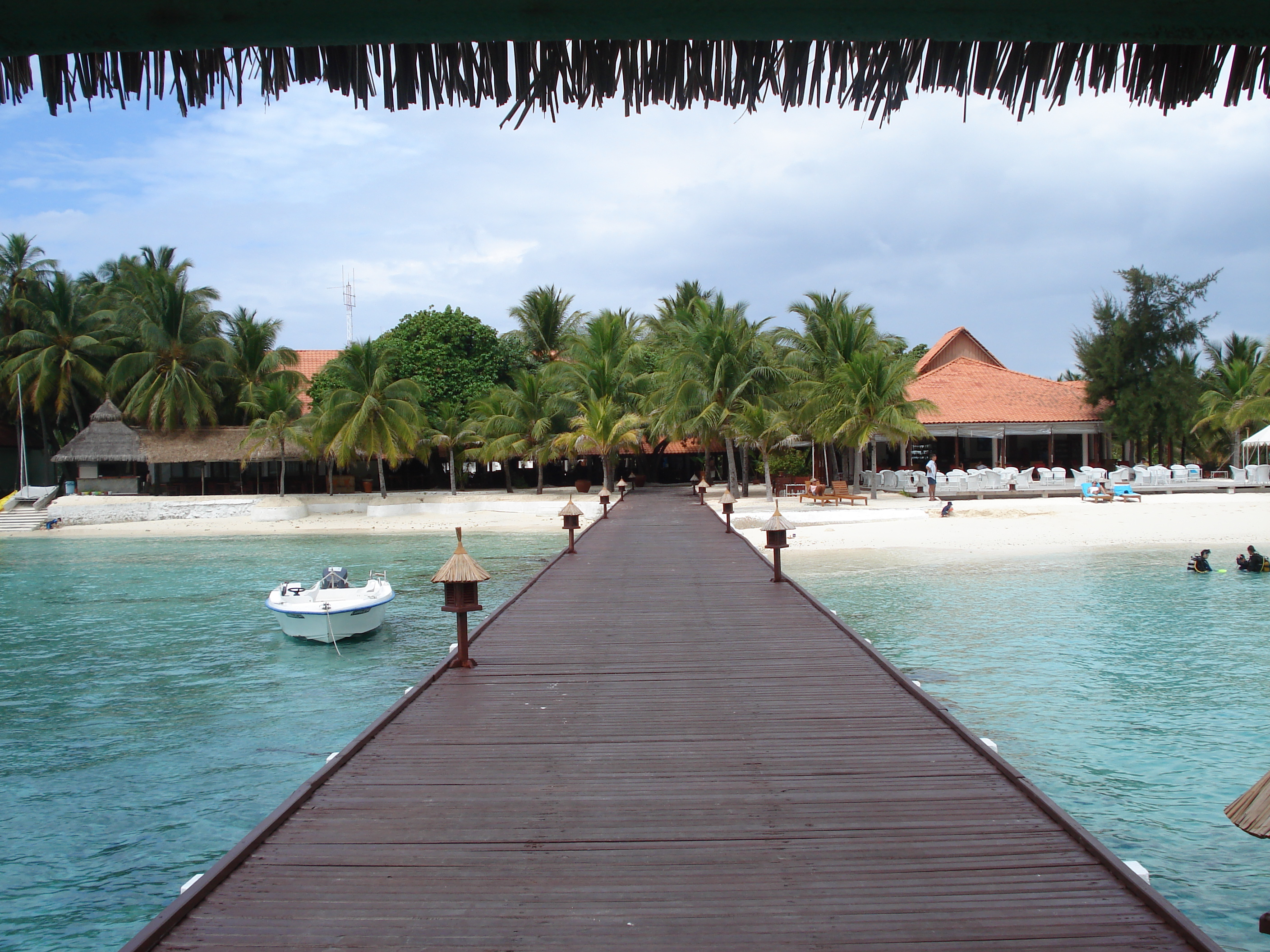
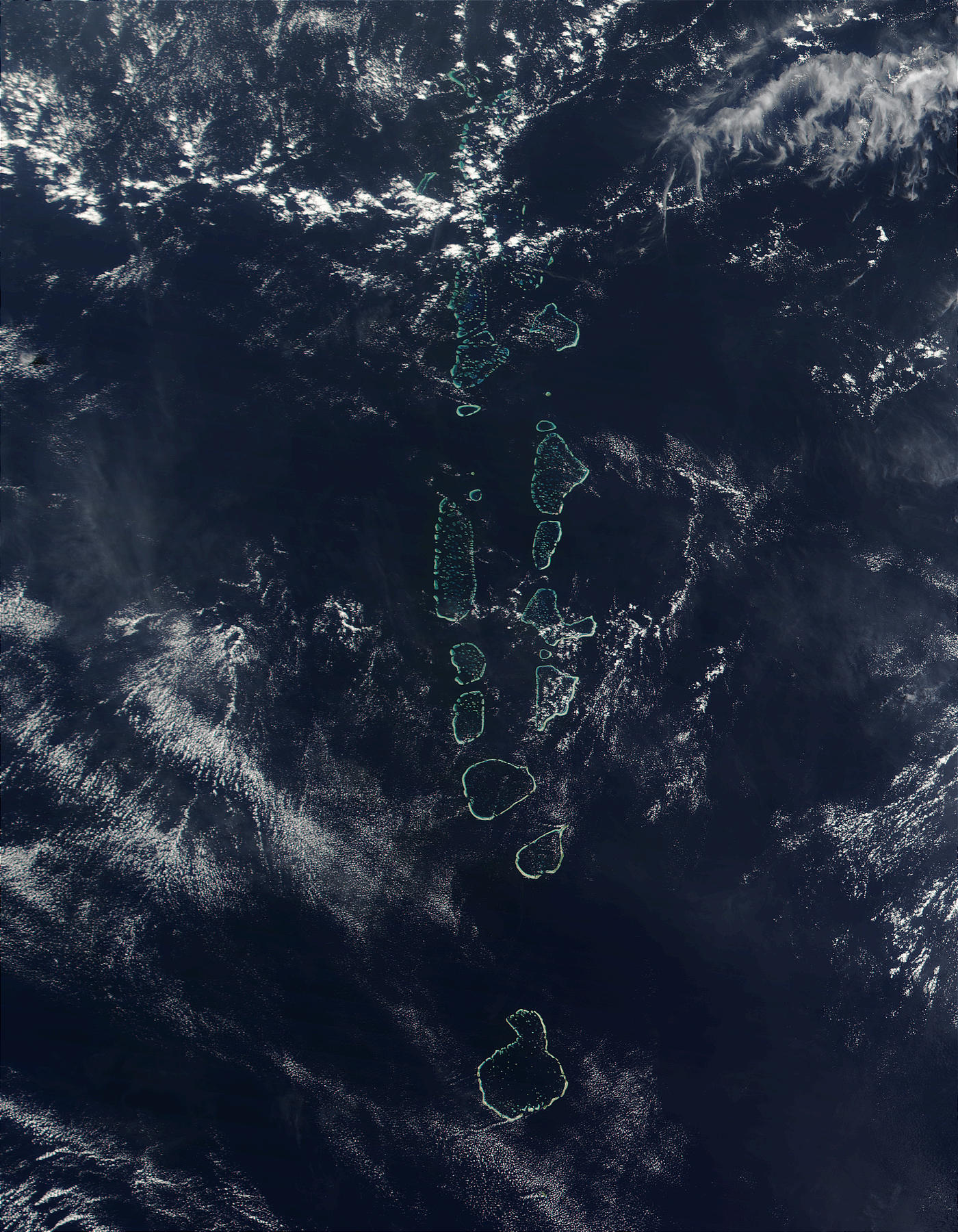
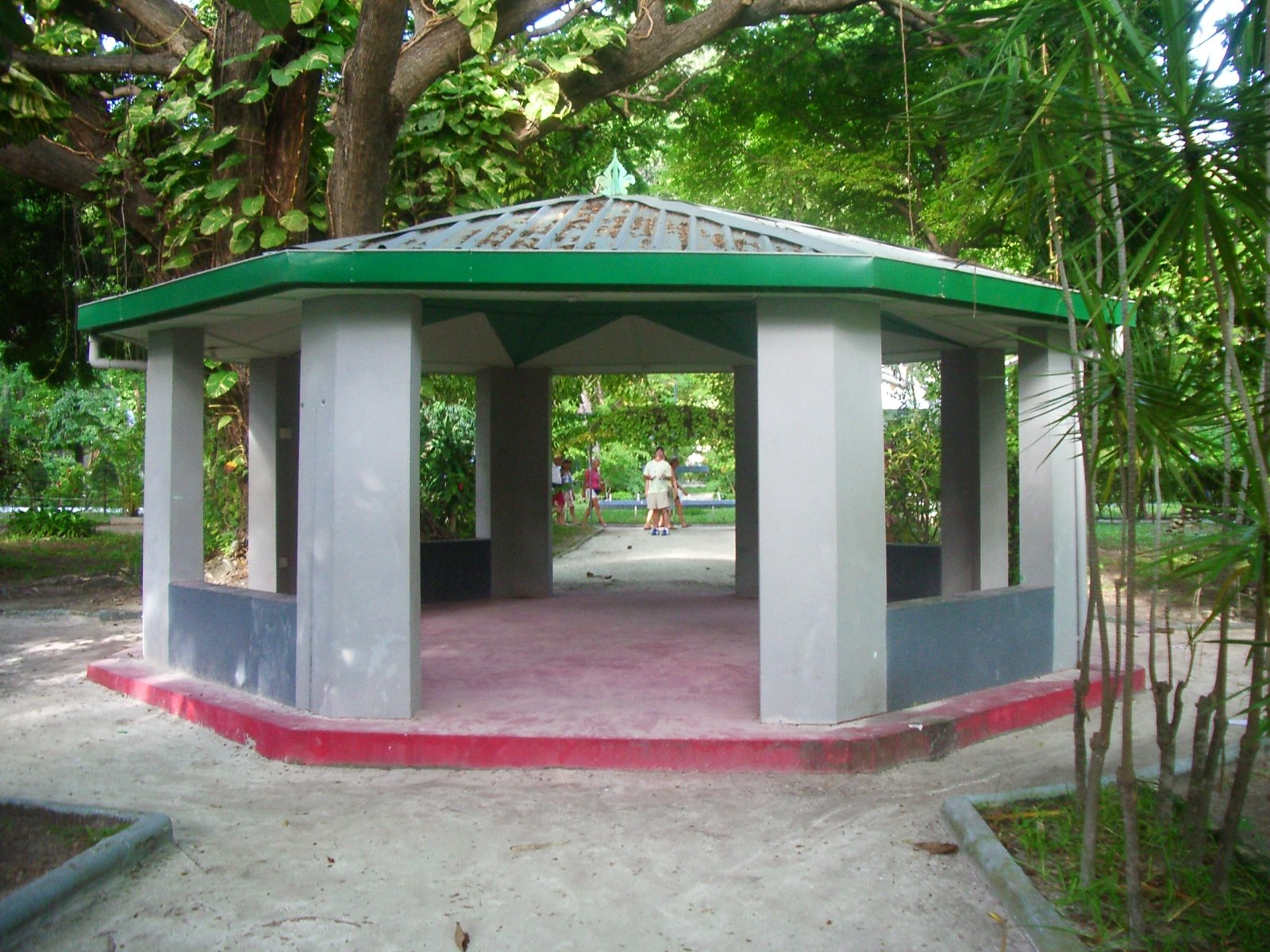
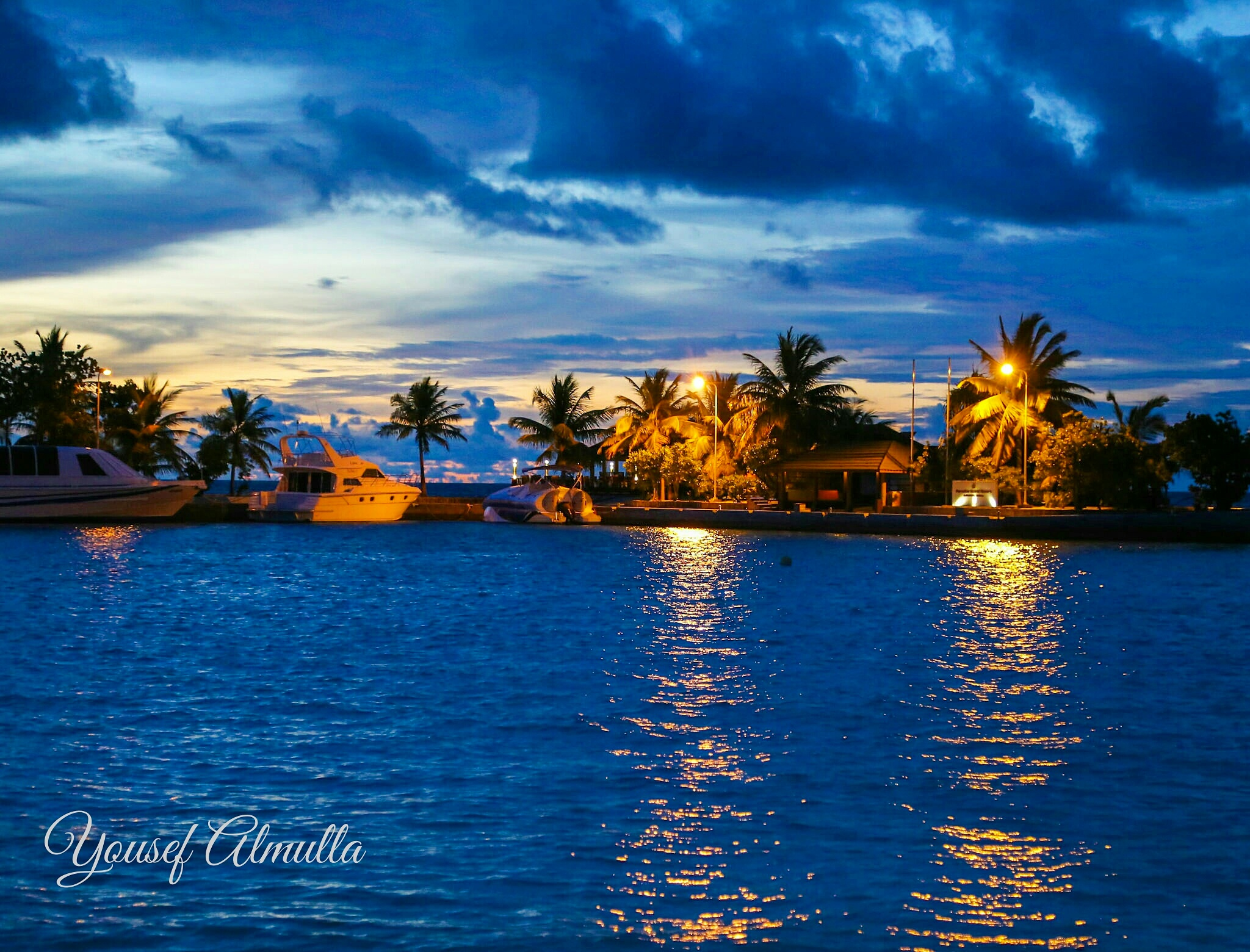